# Liste der Biografien/Bren
Liste der Biografien |
Portal Biografien |
Personensuche
# |
A |
B |
C |
D |
E |
F |
G |
H |
I |
J |
K |
L |
M |
N |
O |
P |
Q |
R |
S |
T |
U |
V |
W |
X |
Y |
Z |
?
 
Ba |
Be |
Bd |
Bg |
Bh |
Bi |
Bj |
Bl |
Bm |
Bn |
Bo |
Br |
Bs |
Bu |
Bw |
By |
Bz
 
Bra |
Brc |
Brd |
Bre |
Brg |
Bri |
Brj |
Brk |
Brl |
Brn |
Bro |
Brp–Brt |
Bru |
Brv |
Bry |
Brz
 
Brea |
Breb |
Brec |
Bred |
Bree |
Bref |
Breg |
Breh |
Brei |
Brej |
Brek |
Brel |
Brem |
Bren |
Breo |
Brep |
Breq |
Brer |
Bres |
Bret |
Breu |
Brev |
Brew |
Brex |
Brey |
Brez
Die Liste der Biografien führt alle Personen auf, die in der deutschsprachigen Wikipedia einen Artikel haben. Dieses ist eine Teilliste mit 579 Einträgen von Personen, deren Namen mit den Buchstaben „Bren“ beginnt.

## Bren
- Bren, Donald (* 1932), US-amerikanischer Unternehmer
- Bren, Hans (1900–1974), österreichischer Maler

### Brena
- Breña López, Guido (1931–2013), peruanischer Ordensgeistlicher, römisch-katholischer Bischof von Ica
- Brena, Jörg (1921–2011), deutscher Sänger, Musiker und Hochschullehrer
- Brena, Lepa (* 1960), jugoslawische SängerinLepa Brena (* 1960)

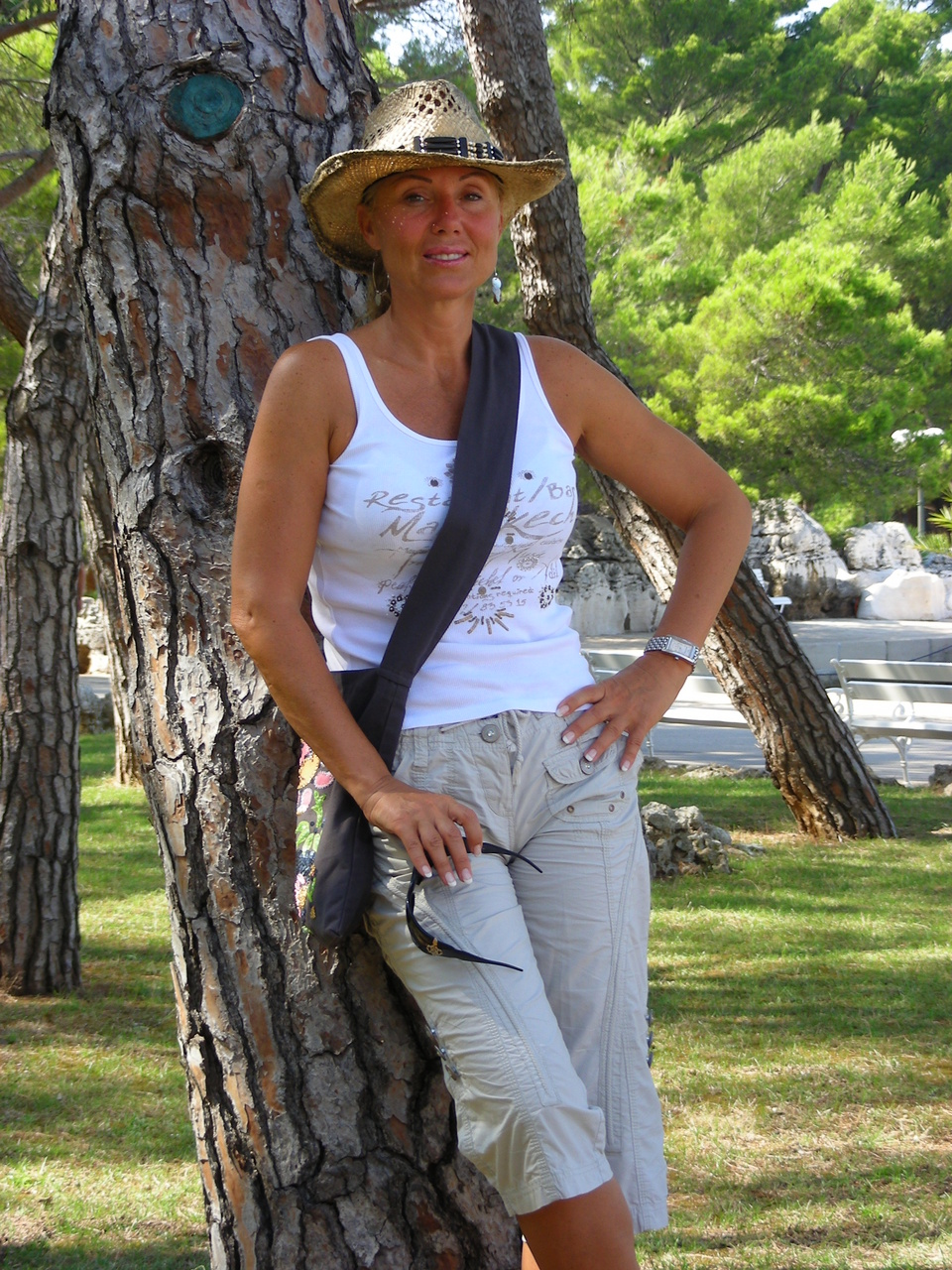
Lepa Brena (* 1960)

- Brenan, Gerald (1894–1987), britischer Schriftsteller und Hispanist

### Brenc
- Brenchley, Edgar (1912–1975), britischer Eishockeyspieler und -trainer
- Brenchley, Winifred (1883–1953), britische Botanikerin und Agrarwissenschaftlerin
- Brenčič, Michael (1879–1954), slowenischer Politiker, Mitglied des Abgeordnetenhauses
- Brencich, Antonio (* 1966), italienischer Bauingenieur
- Brenck, Georg der Ältere († 1635), Schreiner und Holzschnitzer
- Brenck, Georg der Jüngere (1593–1639), Schreiner und Holzschnitzer
- Brenck, Hans Georg (1632–1697), Schreiner und Holzschnitzer
- Brenck, Heinz (1915–1983), deutscher Politiker (CSU), MdB
- Brenck, Johann (1604–1674), Schreiner und Holzschnitzer
- Brenck-Kalischer, Bess (1878–1933), deutsche Dichterin
- Brenčun, Ivan (* 1991), kroatischer Eishockeyspieler

### Brend
- Brend’amour, Richard (1831–1915), deutscher Xylograf und Verleger, Holzschnitt-Pionier
- Brendan der Reisende († 577), irischer HeiligerBrendan der Reisende († 577)
- Brendan von Birr, irischer Abt

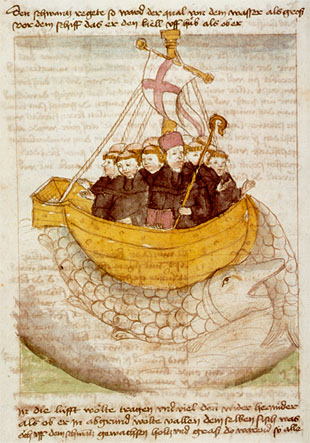
Brendan der Reisende († 577)

- Brende, Børge (* 1965), norwegischer Politiker (Høyre), Mitglied des Storting
- Brendebach, Alois (1896–1991), deutscher Verbandsfunktionär und Politiker (Zentrum), MdL
- Brendebach, Christine (* 1969), deutsche Psychologin
- Brendecke, Arndt (* 1970), deutscher Historiker
- Brendecke, Dagmar (1954–2022), deutsche Dokumentarfilmerin, Regisseurin und Drehbuchautorin
- Brendekilde, H. A. (1857–1942), dänischer Maler
- Brendel der Ältere, Zacharias (1553–1626), deutscher Physiker, Mediziner und Botaniker
- Brendel der Jüngere, Zacharias (1592–1638), deutscher Chemiker, Mediziner und Botaniker
- Brendel von Homburg, Daniel (1523–1582), Kurfürst und Erzbischof in Mainz
- Brendel von Homburg, Johann († 1569), Burggraf von Friedberg
- Brendel, Adam († 1719), deutscher Dichter, Physiker und Mediziner
- Brendel, Adrian (* 1976), österreichischer Cellist
- Brendel, Albert (1827–1895), deutscher Maler
- Brendel, Alfons (* 1912), deutscher SS-Offizier, Kommandant der SS-Schule Avegoor nahe Arnheim
- Brendel, Alfred (1931–2025), österreichischer Pianist und EssayistAlfred Brendel (1931–2025)

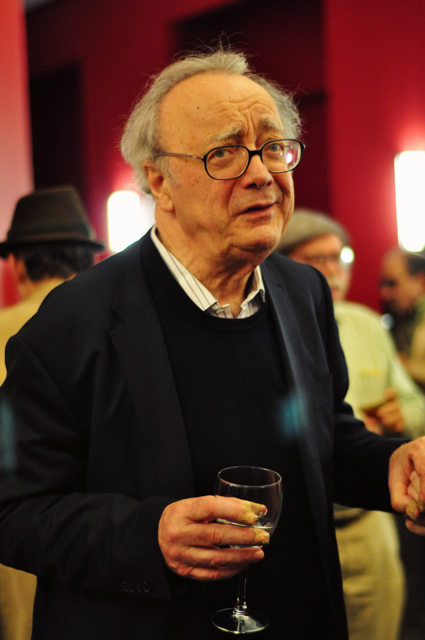
Alfred Brendel (1931–2025)

- Brendel, Alfred Benedikt (* 1991), deutscher Wirtschaftsinformatiker
- Brendel, Annelie (* 1983), deutsche Fußballspielerin
- Brendel, Cajo (1915–2007), niederländischer marxistischer Theoretiker
- Brendel, Christian Friedrich (1776–1861), deutscher Bergingenieur
- Brendel, Daniela (* 1973), deutsche Schwimmerin
- Brendel, Elke (* 1962), deutsche Philosophin und Professorin für Logik und Grundlagenforschung
- Brendel, Frank (1914–1992), US-amerikanischer Spezialeffektkünstler
- Brendel, Franz (1811–1868), deutscher Musikkritiker, Journalist und Musikwissenschaftler
- Brendel, Frederick (1820–1912), US-amerikanischer Botaniker und Meteorologe deutscher Herkunft
- Brendel, Gottfried (1913–1965), deutscher Bauingenieur
- Brendel, Günther (* 1930), deutscher Maler und Grafiker
- Brendel, Heinz (1915–1989), deutscher Automobilrennfahrer
- Brendel, Jakob (1907–1964), deutscher Ringer
- Brendel, Joachim (1921–1974), deutscher Jagdpilot und Hauptmann der Luftwaffe im Zweiten Weltkrieg
- Brendel, Johann Gottfried (1712–1758), deutscher Mediziner
- Brendel, Karl (1871–1925), deutscher Holzschnitzer
- Brendel, Karl Alexander (1877–1945), deutscher Maler und Holzschneider
- Brendel, Karl Peter (* 1955), deutscher Politiker (FDP), MdL
- Brendel, Kirsten (* 1970), US-amerikanisch-deutsche Basketballspielerin
- Brendel, Klaus (* 1958), deutscher Gitarrist, Komponist und Musikproduzent
- Brendel, Manfred (* 1939), deutscher LDPD-Funktionär und Journalist
- Brendel, Maria Weigert (1902–1994), deutsch-US-amerikanische Klassische Archäologin
- Brendel, Martin (1862–1939), deutscher Astronom
- Brendel, Micha (* 1959), deutscher Künstler
- Brendel, Moritz (* 1975), deutscher Theaterschauspieler, Synchron- und Hörspielsprecher und Dialogregisseur
- Brendel, Otto J. (1901–1973), deutsch-US-amerikanischer Klassischer Archäologe
- Brendel, Pascal (* 2003), deutscher Turner
- Brendel, Paul (1902–1964), deutscher Versicherungskaufmann und Mitgründer der HUK-Coburg
- Brendel, Reinhard (* 1956), deutscher Fußballspieler
- Brendel, Reinhold (1861–1927), Hersteller von Lehrmitteln und botanischen Modellen
- Brendel, Robert (1821–1898), Hersteller von Lehrmitteln und botanischen Modellen
- Brendel, Robert (1889–1947), Studienrat und Schriftsteller
- Brendel, Rolf (* 1957), deutscher SchlagzeugerRolf Brendel (* 1957)

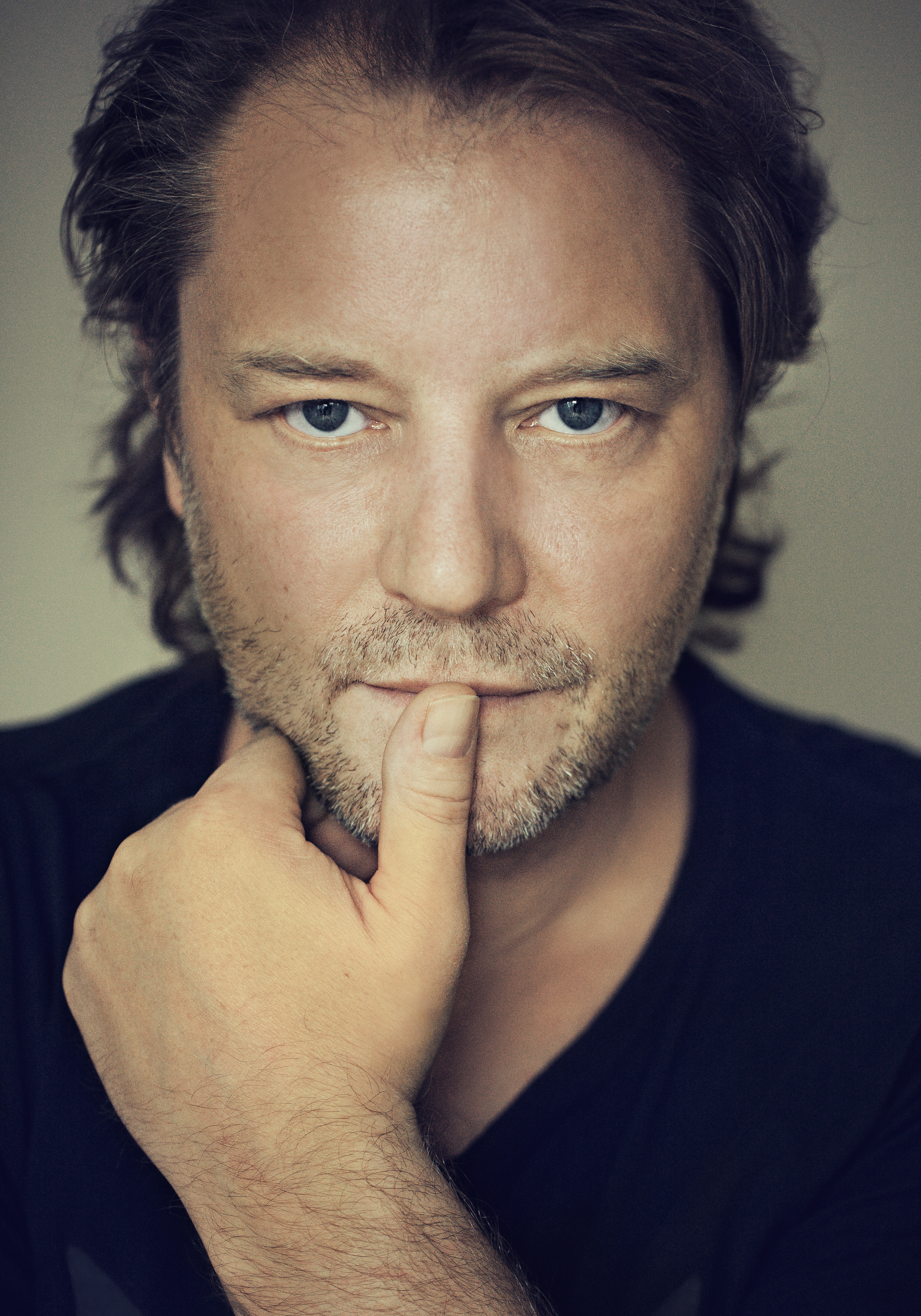
Rolf Brendel (* 1957)

- Brendel, Sarah (* 1976), deutsche Sängerin und Songschreiberin
- Brendel, Sebald (1780–1844), deutscher Jurist und Hochschullehrer
- Brendel, Sebastian (* 1988), deutscher Kanute
- Brendel, Vania (* 1985), deutsche Theater- und Filmschauspielerin
- Brendel, Walter (1922–1989), deutscher Chirurg
- Brendel, Walter L. (1923–2013), deutscher Maler und Kunstexperte
- Brendel, Willi (1938–2006), deutscher Hockeyspieler
- Brendel, Wolfgang (* 1947), deutscher Opernsänger (Bariton)
- Brendel-Fischer, Gudrun (* 1959), deutsche Politikerin (CSU), MdL
- Brendel-Kepser, Ina (* 1971), deutsche Germanistin und Romanistin
- Brendelberger, Heinz (* 1955), deutscher Limnologe
- Brendell, Brian (* 1986), namibischer Fußballspieler
- Brendemoen, Bernt (1949–2024), norwegischer Turkologe
- Brendemühl, Alex (* 1972), spanisch-deutscher SchauspielerAlex Brendemühl (* 1972)

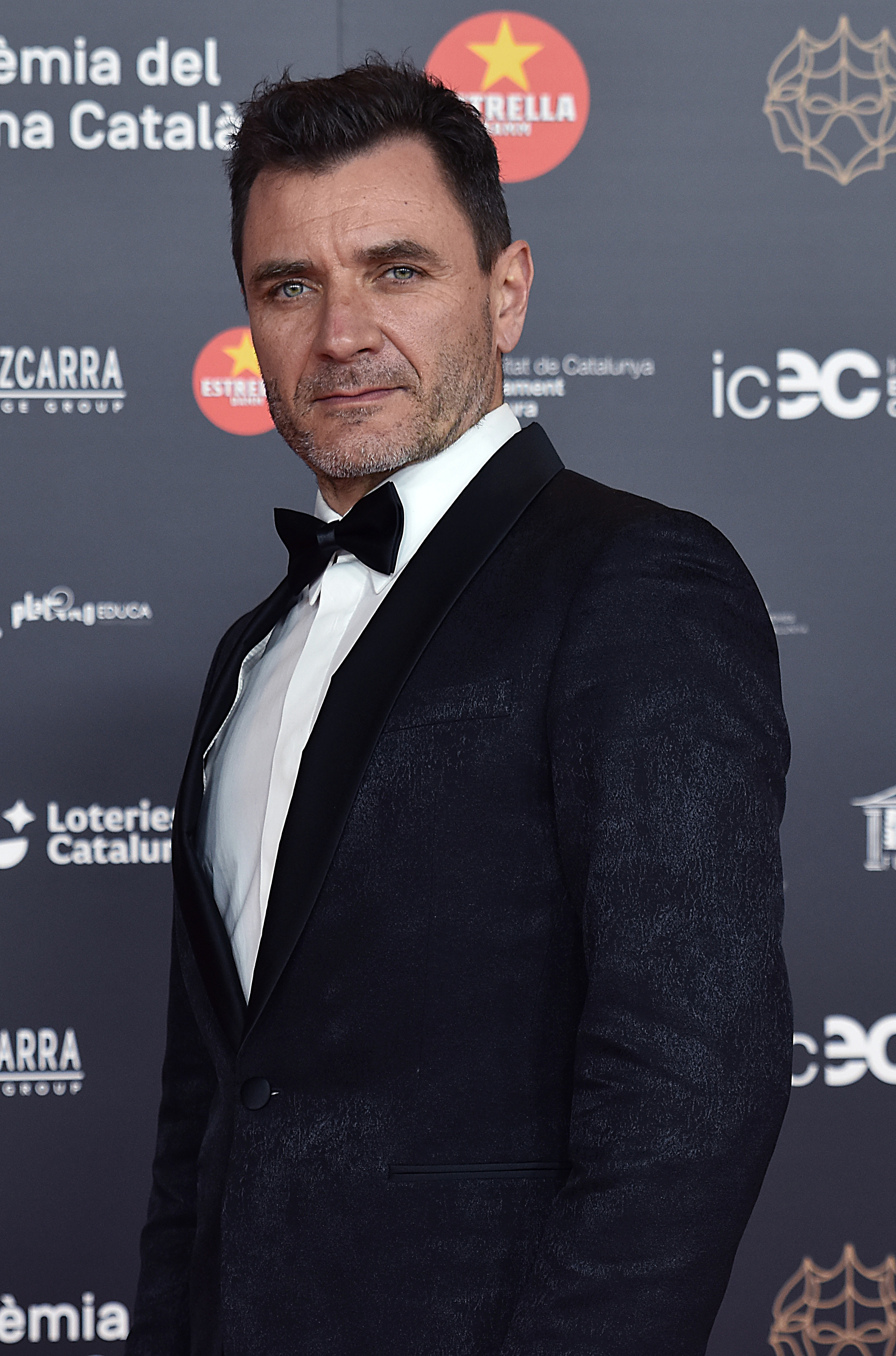
Alex Brendemühl (* 1972)

- Brenden, Hallgeir (1929–2007), norwegischer Skilangläufer
- Brenden, Kristian (* 1976), norwegischer Skispringer
- Brender, Irmela (1935–2017), deutsche Schriftstellerin und Übersetzerin
- Brender, Matthias (* 1979), deutscher Fernsehjournalist und Medienmanager
- Brender, Nikolaus (* 1949), deutscher Journalist, Chefredakteur des ZDF
- Brenders, Stan (1904–1969), belgischer Pianist und Bandleader
- Brendesæter, Geirmund (* 1970), norwegischer Fußballspieler
- Brendgen, Carl (1841–1916), deutscher Unternehmer
- Brendgens-Mönkemeyer, Thomas (* 1952), deutscher Jazzmusiker (Gitarre, Komposition)
- Brendicke, Hans (1850–1925), Berliner Turnlehrer, Redakteur und Sachbuchautor
- Brendl, Pavel (* 1981), tschechischer Eishockeyspieler
- Brendle, Christine (* 1951), deutsche Verlegerin, Herausgeberin und Autorin
- Brendle, Franz (* 1964), deutscher Historiker und Autor
- Brendle, Gotthold (1892–1963), deutscher Politiker (CDU), MdL
- Brendle, Josef (1888–1954), deutscher akademischer Kunstmaler
- Brendle, Josef (* 1949), liechtensteinischer Sportschütze
- Brendle, Maria (* 1983), Drehbuchautorin und Filmregisseurin
- Brendle, Simon (* 1981), deutscher Mathematiker
- Brendler, Anne (* 1972), deutsche SchauspielerinAnne Brendler (* 1972)

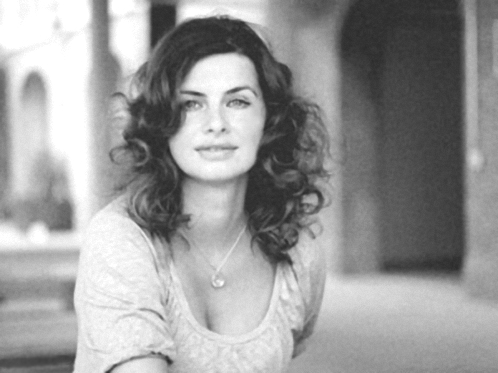
Anne Brendler (* 1972)

- Brendler, Franz Friedrich Eduard (1800–1831), schwedischer Komponist
- Brendler, Georg (1943–2020), deutscher Maler und Grafiker
- Brendler, Gerhard (1932–2020), deutscher Historiker
- Brendler, Gertrud (1898–1983), deutsche Schauspielerin
- Brendler, Johann Franz (1773–1807), schwedisch-deutscher Flötist
- Brendler, Julia (* 1975), deutsche Film- und Fernseh-Schauspielerin
- Brendler, Pawel (* 1983), deutscher Wasserspringer
- Brendler, Peter, US-amerikanischer Jazzmusiker
- Brendler, Sascha (* 1974), Schweizer Unihockeytrainer
- Brendler, Theresildis (1910–1944), deutsche Steyler Missionsschwester und Märtyrin
- Brendon, Nicholas (* 1971), US-amerikanischer SchauspielerNicholas Brendon (* 1971)

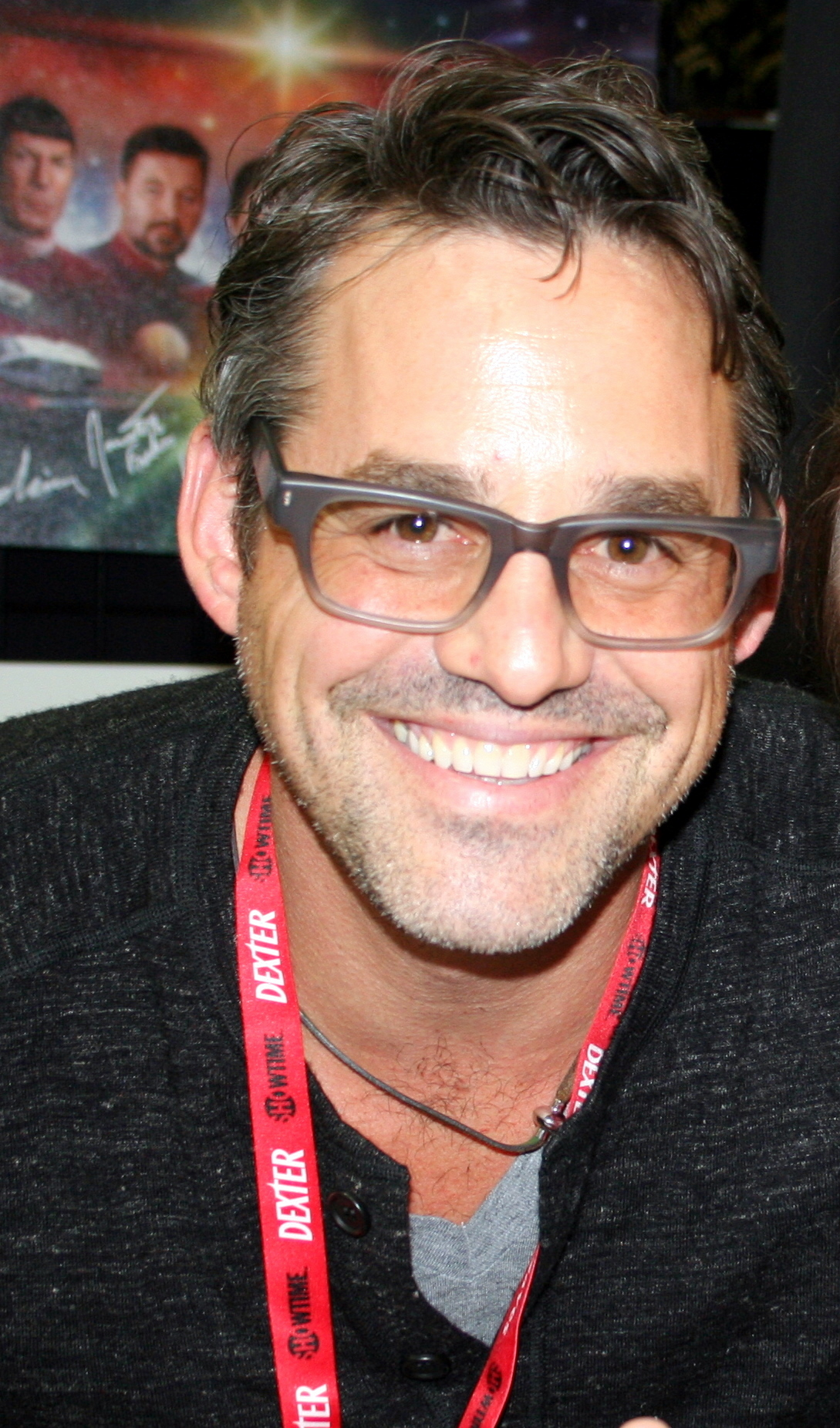
Nicholas Brendon (* 1971)

- Brendryen, Helge (* 1972), norwegischer Skispringer
- Brendt, Andreas (* 1974), deutscher Surfer und Buchautor

### Brene
- Brenek, Anton (1848–1908), österreichischer Bildhauer
- Brener, Alexander (* 1957), russischer Aktionskünstler, Buchautor
- Brener, Ilja (* 1989), deutscher Schachspieler
- Brener, Josh (* 1984), US-amerikanischer Schauspieler und Synchronsprecher
- Brener, Sergey (* 1971), usbekischer Freestyle-Skier
- Brener, Smadar (* 1952), israelische Schauspielerin
- Brener, Uri (* 1974), israelischer Komponist und Dirigent
- Brenes Álvarez, Oswaldo (1942–2013), costa-ricanischer Geistlicher, römisch-katholischer Bischof von Ciudad Quesada
- Brenes Jarquín, Carlos Alberto (1884–1942), nicaraguanischer Politiker, Präsident von Nicaragua (1933–1936)
- Brenes Solórzano, Leopoldo José (* 1949), nicaraguanischer Geistlicher, römisch-katholischer Erzbischof von Managua und Kardinal
- Brenes, Cholo (1942–2017), dominikanischer Musikpromotor, Rechtsanwalt, Politologe, Soziologe und Kolumnist
- Brenes, Grégory (* 1988), costa-ricanischer Mountainbiker und Straßenradrennfahrer
- Brenes, Humberto (* 1951), costa-ricanischer Pokerspieler
- Brenes, Jesús (* 1983), spanischer Fußballspieler
- Brenes, Nery (* 1985), costa-ricanischer Sprinter
- Brenes, Randall (* 1983), costa-ricanischer Fußballspieler
- Brenes, Ricardo, panamaischer Musiker und Labelinhaber
- Brenet, Albert (1903–2005), französischer Maler
- Brenet, Joshua (* 1994), niederländischer Fußballspieler
- Brenet, Thérèse (* 1935), französische Komponistin und Musikpädagogin

### Breng
- Breng, Jonas (* 1988), deutscher Journalist
- Brengel, Albert (1896–1967), deutscher Ökonom und Arbeitspädagoge
- Brengel, Jonna (* 2004), deutsche Fußballspielerin
- Brengelmann, Dirk (* 1956), deutscher Diplomat
- Brengelmann, Johannes C. (1920–1999), deutscher Psychologe
- Brengle, Francis (1807–1846), US-amerikanischer Politiker
- Brengle, Madison (* 1990), US-amerikanische Tennisspielerin
- Brengola, Riccardo (1917–2004), italienischer Violinist und Musikpädagoge

### Brenh
- Brenha, João (* 1970), portugiesischer Beachvolleyballspieler

### Breni
- Brenifier, Oscar (* 1954), französischer Philosoph und Schriftsteller
- Brenig, Bertram (* 1959), deutscher Veterinärmediziner, Molekulargenetiker und Biotechnologe
- Brenig, Wilhelm (1930–2022), deutscher Physiker
- Brening, Jenifer (* 1996), deutsche Sängerin

### Brenk
- Brenk, Beat (* 1935), Schweizer Kunsthistoriker
- Brenk, Jake (* 1982), US-amerikanischer Eishockeyspieler
- Brenk, Johann Wolfgang (1704–1789), deutscher Jurist, Hebraist und Hochschullehrer
- Brenk, Karl (1904–1989), deutscher Schauspieler
- Brenk, Kristina (1911–2009), slowenische Schriftstellerin
- Brenke, Jens (1935–1988), deutscher Kabarettist
- Brenke, Karl (* 1952), deutscher Volkswirt
- Brenken, Franz Josef von und zu (* 1968), westfälischer Unternehmer
- Brenken, Franz Joseph von (1757–1832), deutscher Rittergutsbesitzer aus dem westfälischen Adelsgeschlecht Brenken und Politiker
- Brenken, Friedrich Carl von und zu (1790–1867), deutscher Gutsbesitzer und Politiker
- Brenken, Georg Ferdinand von und zu (* 1941), deutscher Großgrundbesitzer
- Brenken, Hermann von und zu (1820–1894), deutscher Rittergutsbesitzer und Politiker, MdR
- Brenken, Marc (* 1973), deutscher Jazzpianist und Komponist
- Brenken, Reinhard Franz von und zu (1818–1870), deutscher Gutsbesitzer, Reichstagsabgeordneter, Herrenhausmitglied
- Brenkendorf, Kurt (1882–1944), deutscher Schauspieler beim Stummfilm
- Brenkenhoff, Franz Balthasar Schönberg von (1723–1780), preußischer Staatswirt
- Brenkenhoff, Leopold Schönberg von (1750–1799), preußischer Offizier und Militärschriftsteller
- Brenko, Anna Alexejewna (1848–1934), russisch-sowjetische Schauspielerin, Regisseurin, Dramatikerin und Unternehmerin

### Brenn
- Brenn, Christoph (* 1963), österreichischer Jurist und Hochschullehrer
- Brenn, Gustav von (1772–1838), preußischer Politiker, Minister
- Brenn, Malin (* 1999), norwegische Fußballspielerin
- Brenn, Nina (* 1979), Schweizer Triathletin
- Brenn, Stephan (* 1961), deutscher Künstler

#### Brenna
- Brenna, Daniel (* 1970), US-amerikanischer Opernsänger (Heldentenor)
- Brenna, Petter (* 1986), norwegischer Skirennläufer
- Brenna, Tonje (* 1987), norwegische Politikerin
- Brenna, Vincenzo (1741–1820), italienisch-russischer Architekt und Maler
- Brenna, Wilhelm (* 1979), norwegischer Skispringer
- Brennan, Andrew James Louis (1877–1956), US-amerikanischer Geistlicher und Bischof von Richmond
- Brennan, Ashleigh (* 1991), australische Turnerin
- Brennan, Barbara (1939–2022), US-amerikanische Geistheilerin
- Brennan, Brian, irischer Politiker
- Brennan, Bríd (* 1955), nordirisch-britische Schauspielerin
- Brennan, Christopher (1870–1932), australischer Schriftsteller
- Brennan, Colleen (* 1949), US-amerikanische Pornodarstellerin und Filmschauspielerin
- Brennan, Daniel, Baron Brennan (* 1942), britischer Politiker (Labour Party), Life Peer und Barrister
- Brennan, Deborah, australische Politikwissenschaftlerin
- Brennan, Denis (* 1945), irischer Geistlicher, römisch-katholischer Bischof von Ferns
- Brennan, Eileen (1932–2013), US-amerikanische Schauspielerin
- Brennan, Emmet (* 1991), irischer Boxer
- Brennan, Erica (* 2007), irische Tennisspielerin
- Brennan, Evie, US-amerikanische Politikerin (Republikaner)
- Brennan, Francis (1894–1968), US-amerikanischer Geistlicher und Kurienkardinal der römisch-katholischen Kirche
- Brennan, Gabrielle (* 1996), US-amerikanische Schauspielerin und Model
- Brennan, Herbie (1940–2024), irischer Schriftsteller und Journalist
- Brennan, Ian, US-amerikanischer Schauspieler, Drehbuchautor, Autor und Fernsehproduzent
- Brennan, Jason (* 1979), US-amerikanischer Politikwissenschaftler und Philosoph
- Brennan, Jim (* 1977), kanadischer Fußballspieler
- Brennan, John (1879–1964), US-amerikanischer Weit- und Dreispringer
- Brennan, John Joseph (1913–1976), nordirischer Politiker, Mitglied des House of Commons
- Brennan, John O. (* 1955), US-amerikanischer RegierungsbeamterJohn O. Brennan (* 1955)

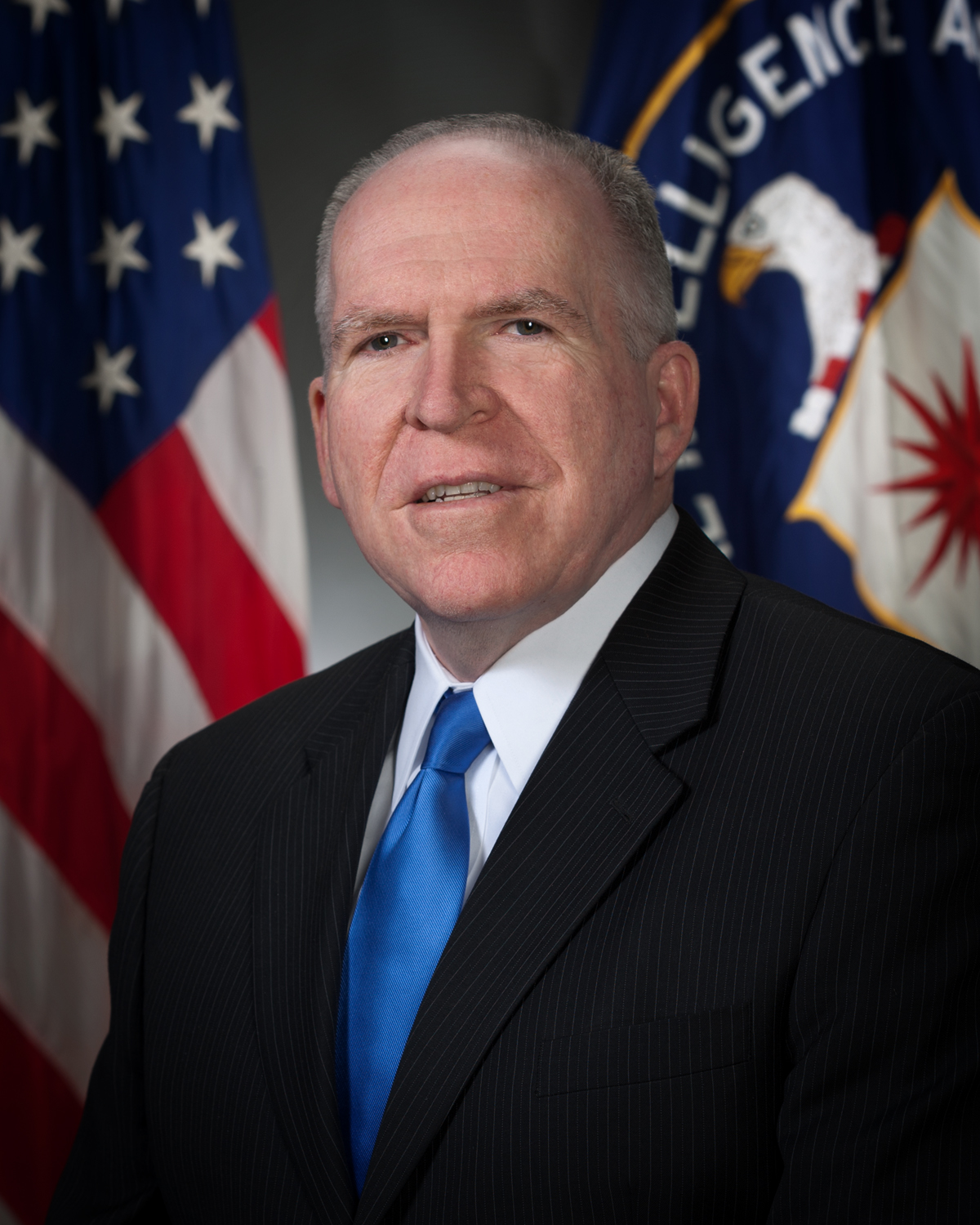
John O. Brennan (* 1955)

- Brennan, John P. (1864–1943), US-amerikanischer Politiker
- Brennan, John Wolf (* 1954), irisch-schweizerischer Jazzmusiker, Komponist und Kolumnist
- Brennan, Johnny (* 1961), US-amerikanischer Komiker, Synchronsprecher und Schauspieler
- Brennan, Joseph (1912–1980), irischer Politiker
- Brennan, Joseph E. (1934–2024), US-amerikanischer Politiker
- Brennan, Joseph R. (1900–1989), US-amerikanischer Basketballspieler
- Brennan, Joseph V. (* 1954), US-amerikanischer Geistlicher, römisch-katholischer Bischof von Fresno
- Brennan, Kathleen (* 1955), US-amerikanische Künstlerin
- Brennan, Kevin (* 1959), walisischer Politiker (Labour Party)
- Brennan, Kim (* 1985), australische Ruderin
- Brennan, Kip (* 1980), kanadischer Eishockeyspieler
- Brennan, Louis (1852–1932), irisch-australischer Konstrukteur und ErfinderLouis Brennan (1852–1932)

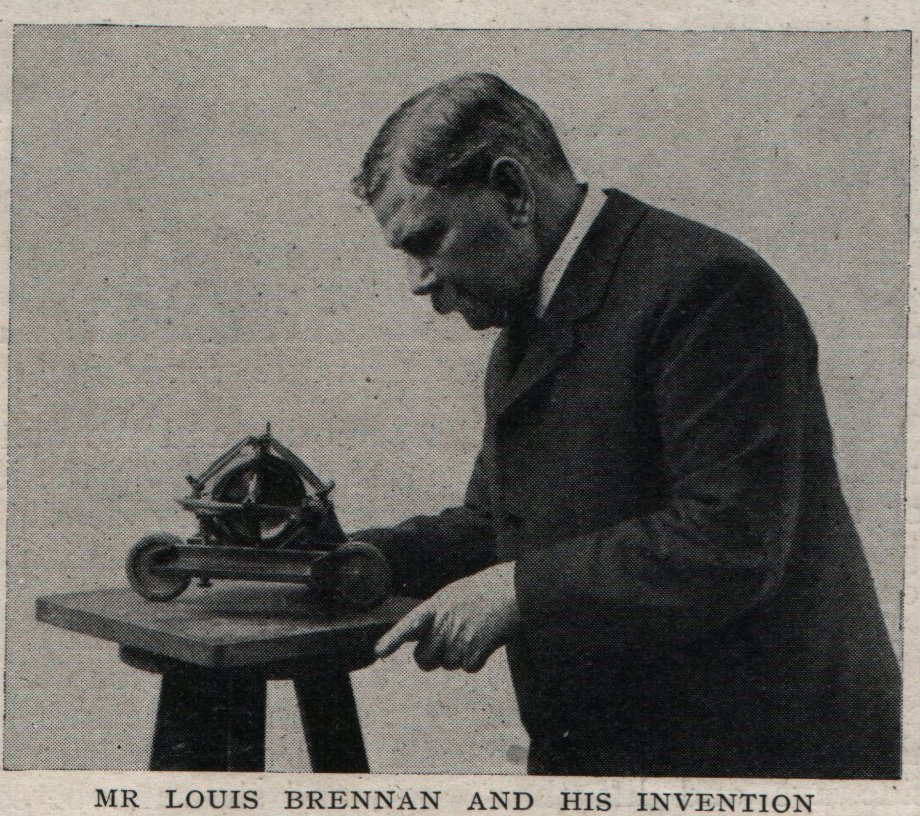
Louis Brennan (1852–1932)

- Brennan, Lydia (* 2008), irische Tennisspielerin
- Brennan, Maeve (1917–1993), irisch-amerikanische Journalistin und Schriftstellerin
- Brennan, Margaret (* 1980), US-amerikanische Journalistin und Fernsehmoderatorin
- Brennan, Mark Edward (* 1947), US-amerikanischer Geistlicher und römisch-katholischer Bischof von Wheeling-Charleston
- Brennan, Martin A. (1879–1941), US-amerikanischer Politiker
- Brennan, Martin George (* 1949), US-amerikanischer Diplomat
- Brennan, Matt (* 1936), irischer Politiker (Fianna Fáil)
- Brennan, Matthew (* 2005), britischer Radrennfahrer
- Brennan, Megan (* 1961), US-amerikanische United States Postmaster General
- Brennan, Michael (1912–1982), britischer Schauspieler
- Brennan, Michael (* 1975), australischer Hockeyspieler
- Brennan, Mike (* 1972), US-amerikanisch-irischer Basketballspieler
- Brennan, Mike (* 1986), US-amerikanischer Eishockeyspieler
- Brennan, Moya (* 1952), keltische Pop-SängerinMoya Brennan (* 1952)

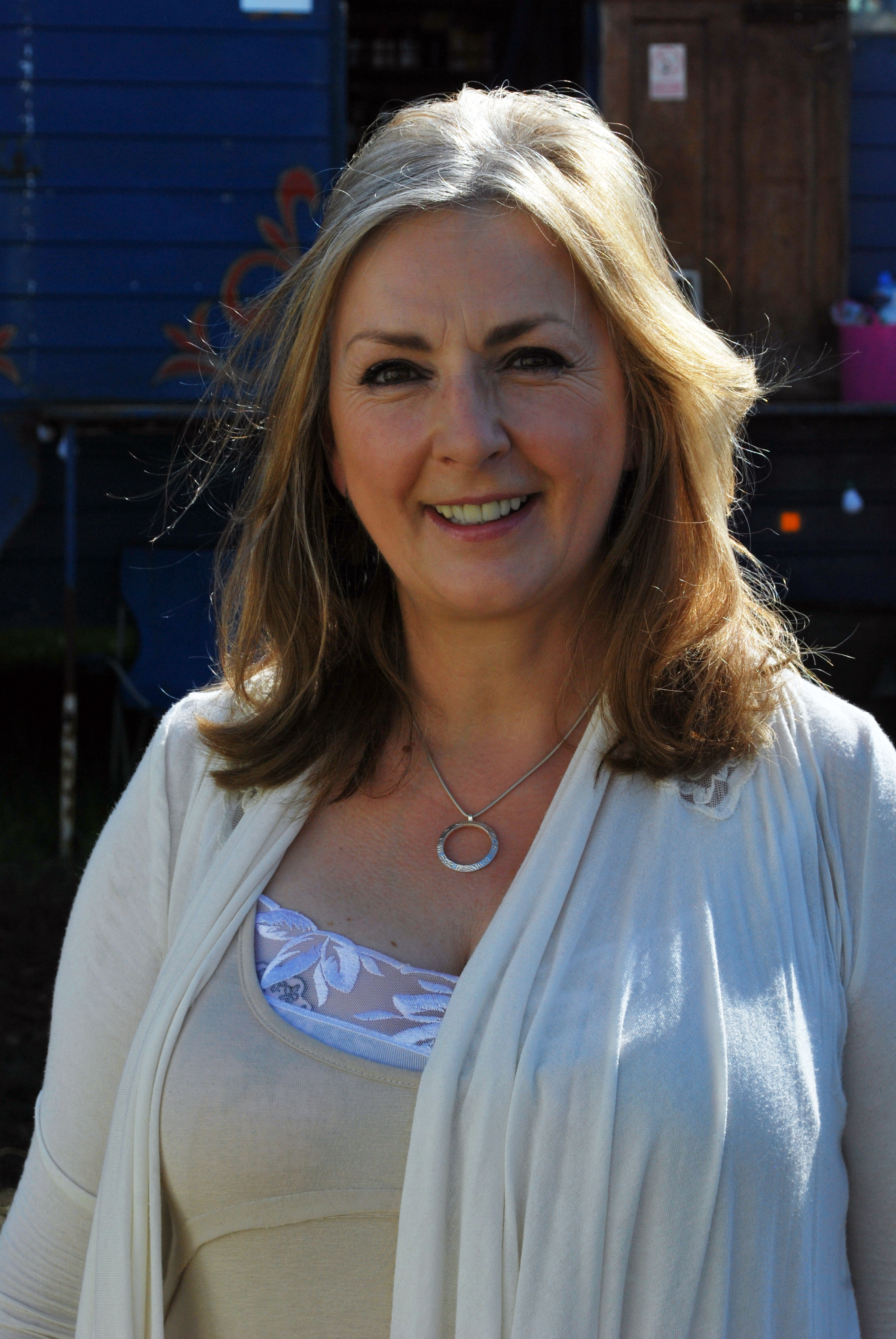
Moya Brennan (* 1952)

- Brennan, Ned (1920–1988), irischer Politiker (Fianna Fáil)
- Brennan, Patricia, mexikanisch-amerikanische Jazzmusikerin (Vibraphon, Marimba, Perkussion, Komposition)
- Brennan, Patrick (1877–1961), kanadischer Lacrossespieler
- Brennan, Patrick (* 1954), US-amerikanischer Jazz-Altsaxophonist und Komponist
- Brennan, Patrick McKinley (* 1966), US-amerikanischer Rechtswissenschaftler
- Brennan, Patrizio Tommaso (* 1901), US-amerikanischer Geistlicher und Apostolischer Präfekt in Korea
- Brennan, Paudge (1922–1998), irischer Politiker (Clann na Poblachta, Fianna Fáil und Irish Labour Party)
- Brennan, Peter J. (1918–1996), US-amerikanischer Gewerkschaftsfunktionär und Politiker
- Brennan, Philip, schottischer Spezialeffektkünstler
- Brennan, Pól (* 1956), irischer Sänger, Musikproduzent und Songwriter
- Brennan, Rich (* 1972), US-amerikanischer Eishockeyspieler
- Brennan, Robert (1881–1964), irischer Diplomat, Journalist und Schriftsteller
- Brennan, Robert Edward (1897–1975), US-amerikanischer Psychologe, Philosoph und katholischer Theologe
- Brennan, Robert John (* 1962), US-amerikanischer Geistlicher und römisch-katholischer Bischof von Brooklyn
- Brennan, Rosie (* 1988), US-amerikanische Skilangläuferin
- Brennan, Scott (* 1983), australischer Ruderer
- Brennan, Séamus (1948–2008), irischer Politiker
- Brennan, Shane (* 1957), australischer Drehbuchautor und ProduzentShane Brennan (* 1957)

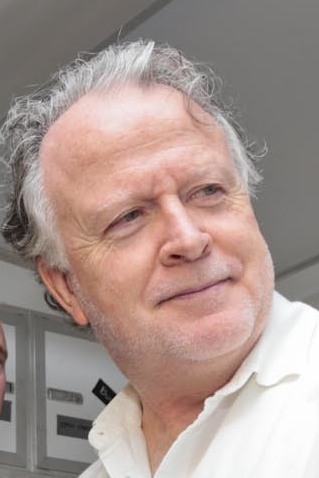
Shane Brennan (* 1957)

- Brennan, Shay (1937–2000), irischer Fußballspieler
- Brennan, Shay, irischer Politiker (Fianna Fáil)
- Brennan, Stephen W. (1893–1968), US-amerikanischer Jurist
- Brennan, Steve (* 1951), britischer Dartspieler
- Brennan, T. J. (* 1989), US-amerikanischer Eishockeyspieler
- Brennan, Tad (* 1962), US-amerikanischer Philosophiehistoriker und Altphilologe
- Brennan, Thomas Francis (1853–1916), US-amerikanischer Geistlicher, Bischof von Dallas
- Brennan, Vincent M. (1890–1959), US-amerikanischer Politiker
- Brennan, Walter (1894–1974), US-amerikanischer Schauspieler und Sänger
- Brennan, William John (1938–2013), australischer Geistlicher und Bischof von Wagga Wagga
- Brennan, William Joseph (1906–1997), US-amerikanischer Jurist, Richter am Obersten Gerichtshof
- Brennan-Baker, Claire (* 1971), schottische Politikerin
- Brennan-Jobs, Lisa (* 1978), US-amerikanische Autorin und Tochter von Steve JobsLisa Brennan-Jobs (* 1978)

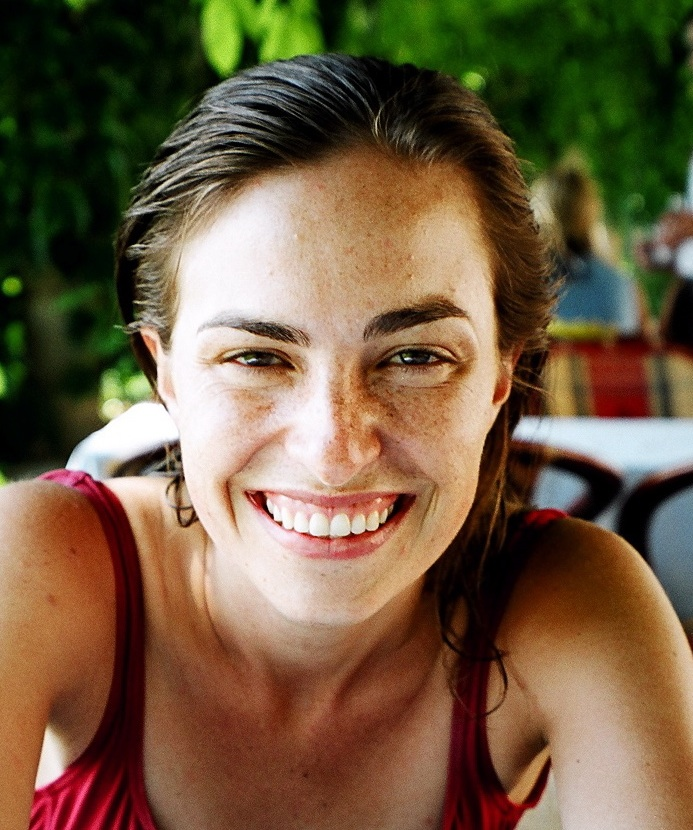
Lisa Brennan-Jobs (* 1978)

- Brennand, Ricardo (1927–2020), brasilianischer Milliardär, Unternehmer, Ingenieur, Museumsgründer und Kunstsammler
- Brennauer, Lisa (* 1988), deutsche Radrennfahrerin
- Brennaugh, William (1877–1934), kanadischer Lacrossespieler

#### Brennc
- Brenncke, Joachim (* 1957), deutscher Architekt

#### Brenne
- Brenne, Andreas (* 1966), deutscher Kunstpädagoge
- Brenne, Fritz (1901–2003), deutscher Tennisspieler
- Brenne, Simen (* 1981), norwegischer Fußballspieler
- Brenne, Werner (1931–2010), deutscher Politiker (SPD), MdL
- Brennecke, Bert (1898–1970), deutscher Schriftsteller
- Brennecke, Carsten (* 1975), deutscher Rechtsanwalt
- Brennecke, Erich (1885–1967), deutscher Geodät und Hochschullehrer
- Brennecke, Gerhard (1916–1973), deutscher evangelischer Theologe, Chefredakteur und Missionsdirektor
- Brennecke, Günther (1927–2014), deutscher Hockeyspieler
- Brennecke, Hanns Christof (* 1947), deutscher evangelischer Theologe und Kirchenhistoriker
- Brennecke, Joachim (1919–2011), deutscher Schauspieler
- Brennecke, Jochen (1913–1997), deutscher Schriftsteller, Redakteur und Marinehistoriker
- Brennecke, Johannes Benjamin (1849–1931), deutscher Arzt, Geheimer Sanitätsrat
- Brennecke, Kurt (1891–1982), deutscher General der Infanterie
- Brennecke, Ludwig Nathaniel August (1843–1931), deutscher Wasserbau- und Tiefbauingenieur
- Brennecke, Merit (* 2000), deutsche BasketballspielerinMerit Brennecke (* 2000)

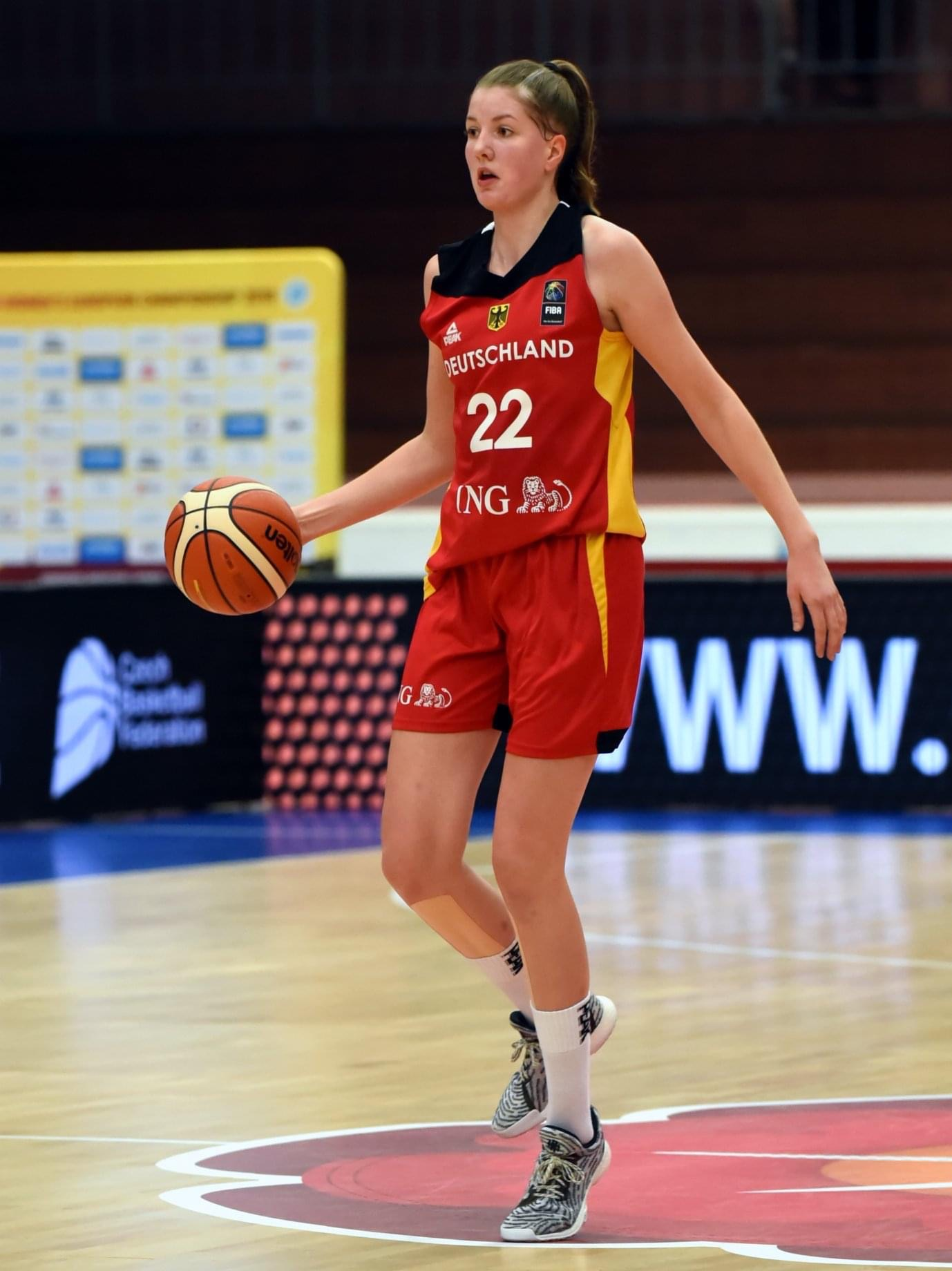
Merit Brennecke (* 2000)

- Brennecke, Nils (* 1974), deutscher Buchautor, Moderator und Journalist
- Brennecke, Otto (1882–1936), deutscher Politiker (SPD) und Gewerkschafter
- Brennecke, Wilfried (1926–2012), deutscher Musikwissenschaftler
- Brennecke, Wilhelm (1875–1924), deutscher Ozeanograf und Polarforscher
- Brennecke, Wolf D. (1922–2002), deutscher Schriftsteller
- Brenneis, Donald Lawrence (* 1946), US-amerikanischer Anthropologe
- Brenneis, Gerd (1936–2003), deutscher Opernsänger (Tenor)
- Brenneis, Jo (1910–1994), deutscher Maler
- Brenneis, Otto (* 1900), deutscher Verwaltungsführer in Konzentrationslagern
- Brenneis, Vally von (1883–1957), österreichische Theaterschauspielerin
- Brenneisen, Hartmut (* 1956), deutscher Polizeibeamter, Dekan und Hochschullehrer
- Brenneisen, Jakob (1869–1947), deutscher Ökonomierat, Politiker, Parlamentarier der Bayerischen Volkspartei
- Brenneisen, Otto (1890–1957), deutscher Glasmaler
- Brenneisen, Tina (* 1977), deutsche Comiczeichnerin, Illustratorin und Autorin
- Brenneisen, Ute (* 1962), deutsche Juristin und Richterin am Bundesgerichtshof
- Brenneisen, Werner (1927–2005), deutscher bildender Künstler und Glasmaler
- Brenneisen, Wolfgang (* 1941), deutscher Autor, Lehrer und schwäbischer Mundart-Dichter
- Brenneke, Adolf (1875–1946), deutscher Historiker und preußischer Staatsarchivar
- Brenneke, Lorenz (* 2000), deutscher Basketballspieler
- Brenneke, Wilhelm (1865–1951), deutscher Erfinder
- Brenneman, Amy (* 1964), US-amerikanische Film- und FernsehschauspielerinAmy Brenneman (* 1964)

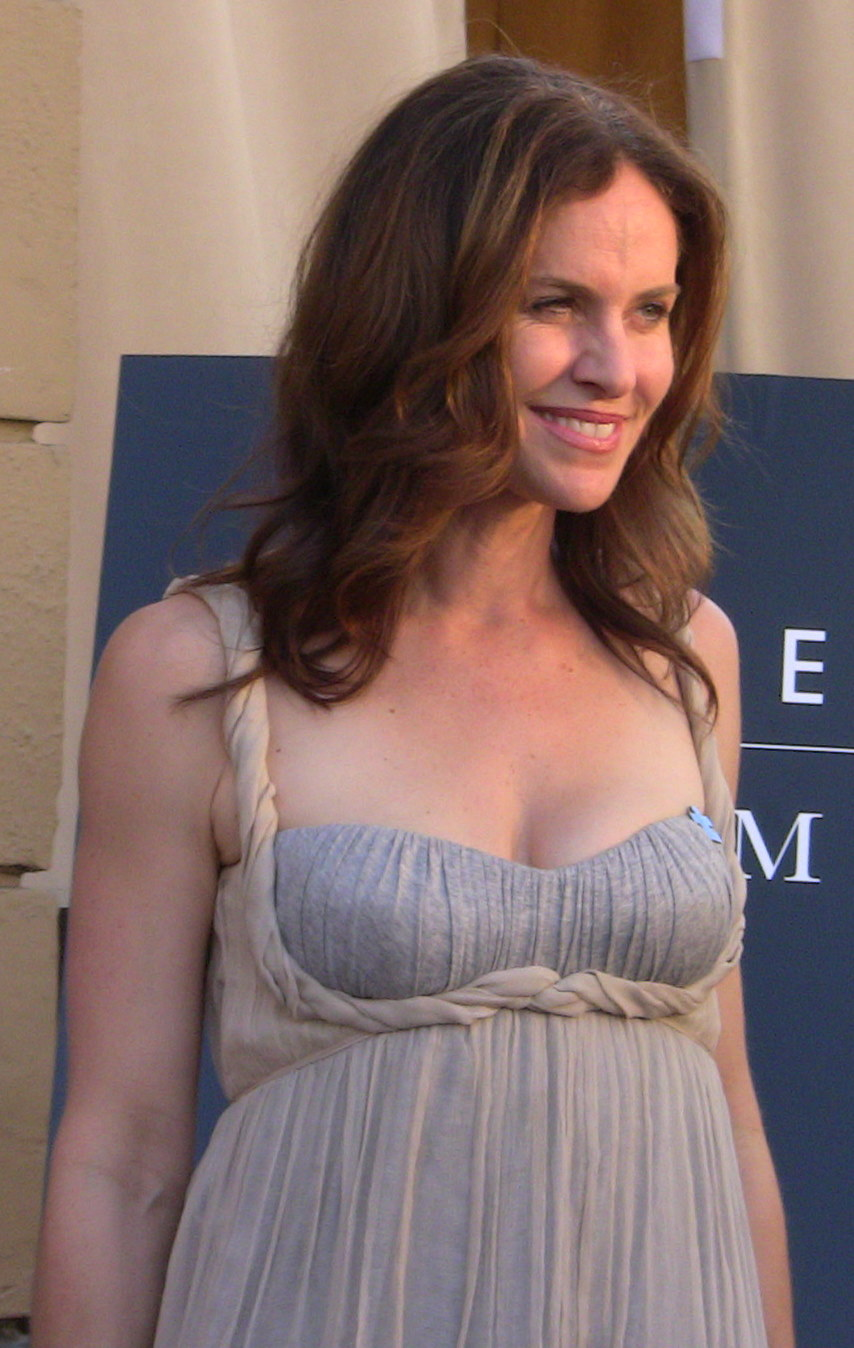
Amy Brenneman (* 1964)

- Brenneman, Carle (* 1989), kanadische Snowboarderin
- Brenner (* 1994), brasilianischer Fußballspieler
- Brenner (* 2000), brasilianischer Fußballspieler
- Brenner von Felsach, Ernst (1865–1903), österreichischer Adliger und Fossiliensammler
- Brenner von Felsach, Ignatz (1772–1849), österreichischer Diplomat und Orientalist
- Brenner von Felsach, Josef (1807–1876), österreichischer Mediziner und Salinen- und Badearzt in Ischl
- Brenner von Löwenstein, Johann († 1521), Adliger im Dienst der Kurpfalz, Burggraf und Oberamtmann
- Brenner von Löwenstein, Johannes († 1537), Generalvikar in Speyer, Domherr zu Speyer, Worms und Eichstätt
- Brenner, Adam (1800–1891), österreichischer Maler
- Brenner, Albert (1860–1938), Schweizer Architekt
- Brenner, Albert (1926–2022), US-amerikanischer Szenenbildner und Artdirector
- Brenner, Alexander (1859–1936), österreichischer Arzt
- Brenner, Alexander (1925–2015), deutscher Diplomat
- Brenner, Alexander (* 1958), deutscher ArchitektAlexander Brenner (* 1958)

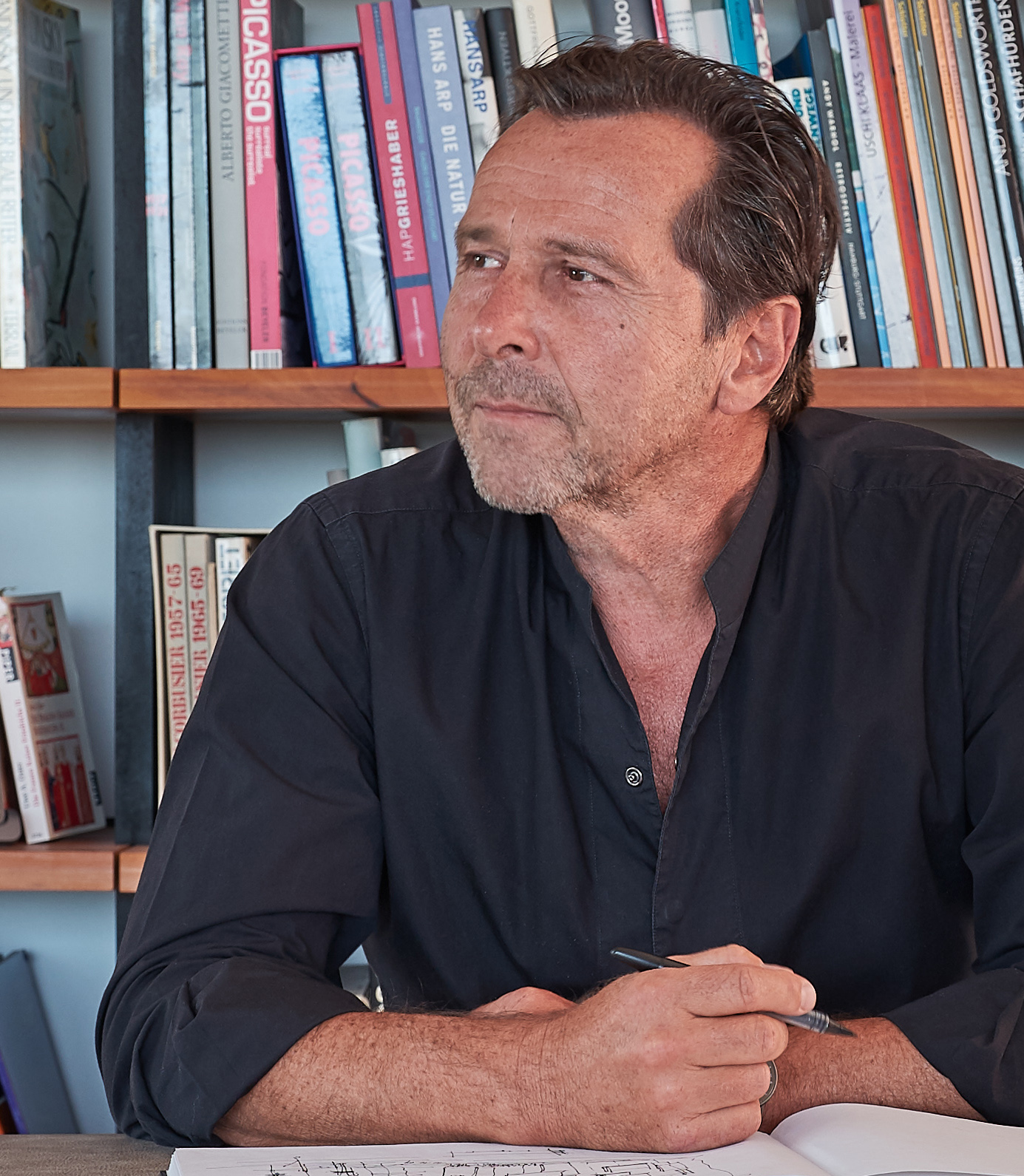
Alexander Brenner (* 1958)

- Brenner, Andreas (* 1963), deutsch-schweizerischer Philosoph und Hochschullehrer
- Brenner, Anita (1905–1974), mexikanische und US-amerikanische Anthropologin, Kunstkritikerin, Historikerin, Journalistin, Kinderbuchautorin und Übersetzerin
- Brenner, Anton (1896–1957), österreichischer Architekt
- Brenner, August (1879–1946), Schweizer Politiker (BGP)
- Brenner, August Rudolf (1821–1884), deutscher Arzt
- Brenner, Axel (1889–1944), österreichischer Arzt und Urologe
- Brenner, Birgit (* 1964), deutsche Künstlerin
- Brenner, Bror (1855–1923), finnischer Segler
- Brenner, Carl (1807–1864), deutscher Richter und Politiker, MdL Großherzogtum Hessen
- Brenner, Carmina (* 1957), deutsche Politikerin (CDU), MdL
- Brenner, Charles (1913–2008), US-amerikanischer Psychiater und Psychoanalytiker
- Brenner, Christiane (* 1963), deutsche Historikerin für tschechische Geschichte
- Brenner, Cody (* 1997), deutsch-kanadischer Eishockeytorwart
- Brenner, Daniel Elias (* 1981), deutscher Komponist
- Brenner, David (1962–2022), US-amerikanischer Filmeditor
- Brenner, David (* 1971), österreichischer Politiker (SPÖ), Salzburger Landesrat
- Brenner, Edmund (1933–1998), deutscher Leichtathlet
- Brenner, Eduard (1877–1915), deutscher Prähistoriker
- Brenner, Eduard (1888–1970), deutscher Anglist und Hochschullehrer
- Brenner, Eduard, deutscher Soldat und Politiker
- Brenner, Erich (1930–1995), österreichischer Volksbildner, Aquarianer und Direktor Haus des Meeres in Wien
- Brenner, Ernst (1856–1911), Schweizer Politiker
- Brenner, Eva (* 1953), österreichische Theaterregisseurin, Produzentin, Kritikerin, Autorin und Theaterwissenschaftlerin
- Brenner, Eva (* 1976), deutsche FernsehmoderatorinEva Brenner (* 1976)

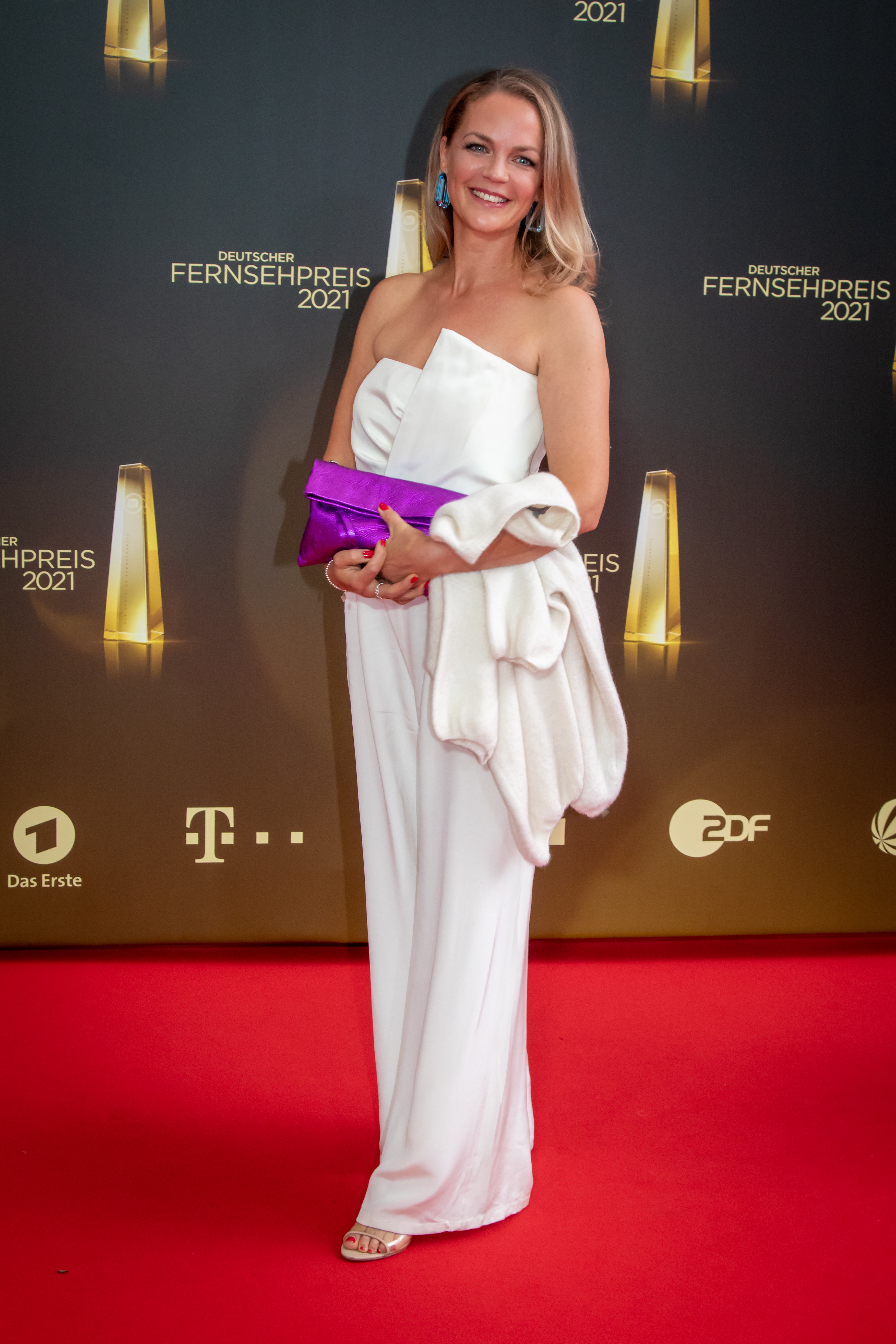
Eva Brenner (* 1976)

- Brenner, Eve (* 1926), US-amerikanische Schauspielerin und Sängerin
- Brenner, Ewald (* 1975), österreichischer Fußballspieler und -trainer
- Brenner, Fabienne (* 1997), Schweizer Unihockeyspielerin
- Brenner, Felix (* 1955), Schweizer Künstler der Art Brut
- Brenner, Felix, deutscher American-Football-Spieler
- Brenner, Franz (1863–1928), Manager im deutschen Steinkohlenbergbau
- Brenner, Frédéric (* 1959), französischer Fotograf
- Brenner, Friedrich (1784–1848), deutscher katholischer Theologe und Dogmatiker
- Brenner, Friedrich (1809–1874), Schweizer Psychiater
- Brenner, Friedrich (1815–1898), deutscher Chordirigent, Organist und Komponist
- Brenner, Friedrich (* 1939), deutscher Bildhauer, Medailleur und Münzgestalter
- Brenner, Fritz (1877–1969), deutscher Arzt und Pathologe
- Brenner, George (1929–2021), australischer Politiker, Mitglied des Parlaments von New South Wales
- Brenner, Gerhard (1929–1981), deutscher Journalist und Politiker (CDU), MdL Rheinland-Pfalz
- Brenner, Gerhart (1918–2006), deutscher Unternehmer
- Brenner, Günther (* 1971), deutscher Schauspieler
- Brenner, Gustav von (1861–1916), bayerischer Regierungsbeamter
- Brenner, Hannelore (* 1963), deutsche Dressurreiterin im Behindertensport
- Brenner, Hans (1938–1998), österreichischer Schauspieler
- Brenner, Hans Georg (1903–1961), deutscher Schriftsteller, Übersetzer und Lektor
- Brenner, Hans Leonhard (* 1943), deutscher Heimatforscher
- Brenner, Hans-Dieter (* 1952), deutscher Bankmanager
- Brenner, Hatto (* 1940), deutscher Unternehmer
- Brenner, Hedwig (1918–2017), deutschsprachige israelische Lexikografin und Schriftstellerin
- Brenner, Heide (* 1956), deutsche Langstreckenläuferin
- Brenner, Heinrich (1883–1960), deutscher Bildhauer
- Brenner, Heinrich (1908–1986), deutscher Widerstandskämpfer
- Brenner, Heinz (1900–1981), deutscher Schriftsteller, Dramaturg, Theaterschauspieler und -regisseur
- Brenner, Heinz (1923–2010), deutscher Sportveranstalter, -vermarkter und -funktionär
- Brenner, Heinz (1924–2008), deutscher Schüler, Mitglied der Abiturientengruppe der Weißen Rose
- Brenner, Helmut (1957–2017), österreichischer Musikwissenschaftler
- Brenner, Henny (1924–2020), deutsche Zeitzeugin des Holocaust und Autorin
- Brenner, Hermann, deutscher Epidemiologe
- Brenner, Hildegard (1927–2025), deutsche Literaturwissenschaftlerin
- Brenner, Howard (1929–2014), US-amerikanischer Chemieingenieur
- Brenner, Isabell (* 1980), deutsche Schauspielerin
- Brenner, János (1931–1957), ungarischer römisch-katholischer Geistlicher und Märtyrer
- Brenner, Jean (1937–2009), französischer Maler
- Brenner, Joachim (* 1960), deutscher Judoka
- Brenner, Johann Georg (1820–1890), Abgeordneter des Kurhessischen Kommunallandtages
- Brenner, Johann Joachim (1815–1886), Schweizer Architekt
- Brenner, Johannes (1906–1975), estnischer Fußballspieler
- Brenner, Johannes (* 1982), deutscher American-Football-Spieler
- Brenner, John (* 1961), US-amerikanischer Leichtathlet
- Brenner, John Lewis (1832–1906), US-amerikanischer Politiker
- Brenner, Josef (1899–1967), deutscher Politiker (CDU), MdL, MdB
- Brenner, Josef Chaim (1881–1921), hebräischer Schriftsteller
- Brenner, Karl Jakob Heinrich (1895–1954), deutscher Militär und PolizistKarl Jakob Heinrich Brenner (1895–1954)

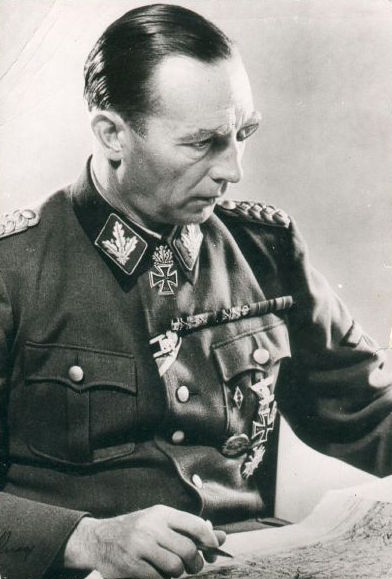
Karl Jakob Heinrich Brenner (1895–1954)

- Brenner, Karl Johann (1814–1883), Schweizer Jurist und Politiker
- Brenner, Katja, deutsche Schauspielerin
- Brenner, Klaus Theo (* 1950), deutscher Architekt
- Brenner, Klaus-Peter (* 1958), deutscher Musikethnologe und Instrumentenkundler
- Brenner, Koloman (* 1968), ungarischer Sprachwissenschaftler und Politiker
- Brenner, Kristina (* 1990), deutsche Fußballspielerin
- Brenner, Kurt (* 1935), deutscher Kulturmittler, Germanist und Romanist
- Brenner, Lenni (* 1937), US-amerikanischer Zionismuskritiker
- Brenner, Lisa (* 1974), US-amerikanische Schauspielerin
- Brenner, Ludwig von (1833–1902), deutscher Dirigent und Komponist
- Brenner, Lutz (* 1973), deutscher Organist
- Brenner, M. Harvey (1939–2022), US-amerikanischer Gesundheitssoziologe und Gesundheitsökonom
- Brenner, Marc (* 1973), deutscher freikirchlicher Theologe und Präses der Gemeinde Gottes Deutschland
- Brenner, Marcel (* 1997), Schweizer Motorradrennfahrer
- Brenner, Marco (* 2002), deutscher RadrennfahrerMarco Brenner (* 2002)

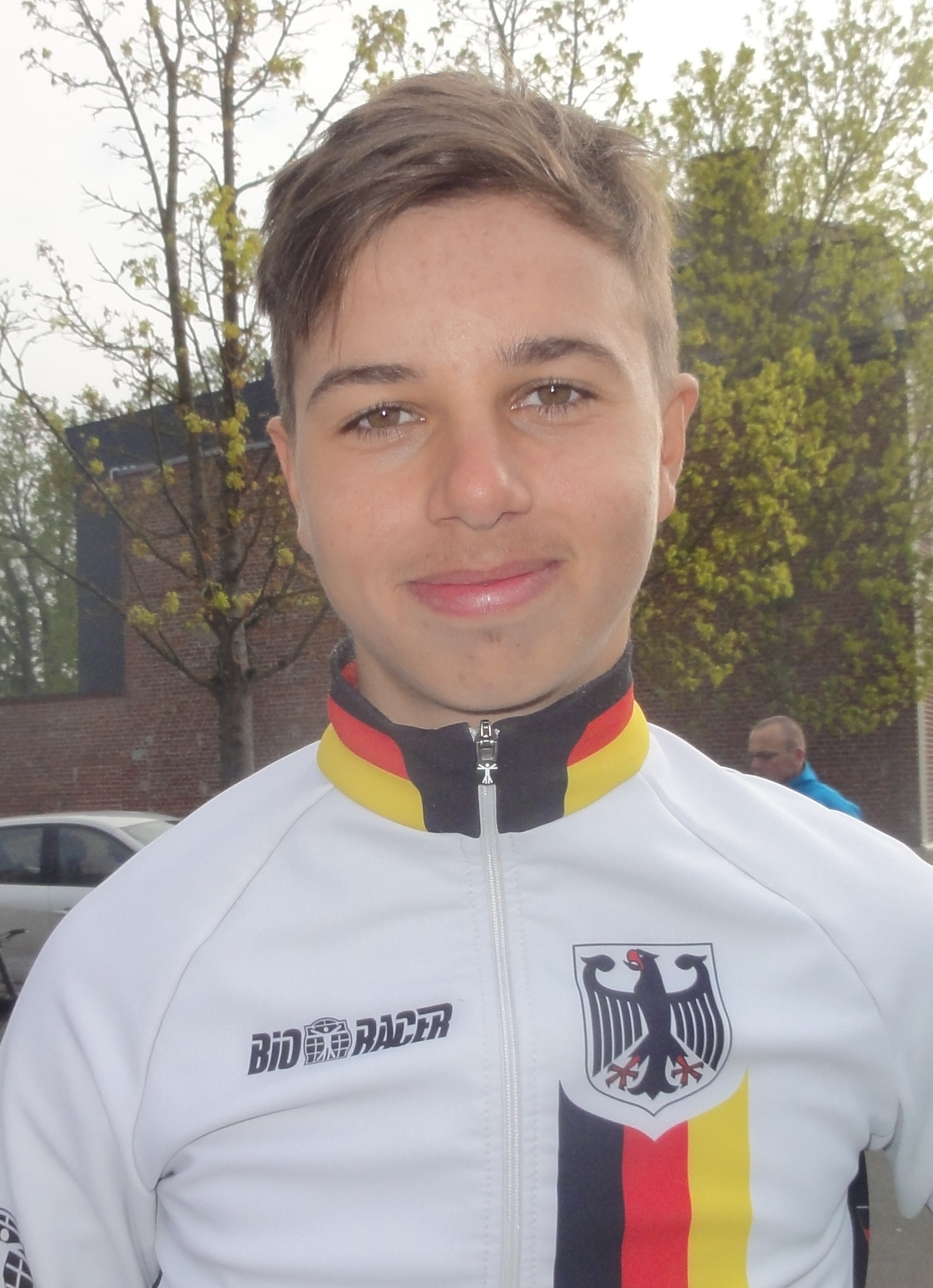
Marco Brenner (* 2002)

- Brenner, Martin (1548–1616), katholischer Fürstbischof der Diözese Seckau
- Brenner, Martin Joseph (* 1986), uruguayisch-österreichischer Fußballspieler
- Brenner, Matthias (* 1957), deutscher Schauspieler, Regisseur, Autor und Intendant
- Brenner, Maximilian (1874–1937), österreichischer römisch-katholischer Geistlicher, Rektor des Collegio Teutonico di Santa Maria dell’Anima
- Brenner, Michael (1952–2011), deutscher Impresario und Theaterproduzent
- Brenner, Michael (* 1960), deutscher Rechtswissenschaftler und Hochschullehrer
- Brenner, Michael (* 1964), deutscher Historiker
- Brenner, Oskar (1854–1920), deutscher Altgermanist
- Brenner, Otto (1907–1972), deutscher Gewerkschafter und Politiker (SPD), MdL
- Brenner, Paolo (* 1966), deutscher Herzchirurg
- Brenner, Paul (1905–1988), deutscher Jurist und Politiker (CDU), MdL Rheinland-Pfalz
- Brenner, Peter (1930–2024), deutscher Theaterintendant, Opernregisseur und -übersetzer
- Brenner, Peter (1937–2019), Schweizer Bauingenieur, Geologe und Autor
- Brenner, Peter J. (* 1953), deutscher Philosoph, Germanist, Erziehungswissenschaftler und Hochschullehrer
- Brenner, Philipp (1802–1870), Mühlenbesitzer und Abgeordneter
- Brenner, Richard (1833–1874), deutscher Afrikaforscher
- Brenner, Robbie, Filmproduzentin
- Brenner, Robert (1862–1935), deutscher Bergingenieur und Manager im Steinkohlenbergbau
- Brenner, Robert (* 1931), österreichischer Schriftsteller und Physiker
- Brenner, Robert Paul (* 1943), US-amerikanischer Historiker
- Brenner, Simon (* 1984), deutscher American-Football-Spieler
- Brenner, Sophia (1659–1730), schwedische Schriftstellerin deutscher Abstammung
- Brenner, Stefan Maximilian (* 1978), deutscher Historiker
- Brenner, Susanne (* 1958), US-amerikanische Mathematikerin und Hochschullehrerin
- Brenner, Sydney (1927–2019), britischer Biologe und Nobelpreisträger
- Brenner, Tobias (1842–1912), Meraner Baumeister
- Brenner, Tobias (* 1961), deutscher Jurist und Politiker (SPD), MdL
- Brenner, Ulli (* 1962), deutscher Musikproduzent und DJUlli Brenner (* 1962)

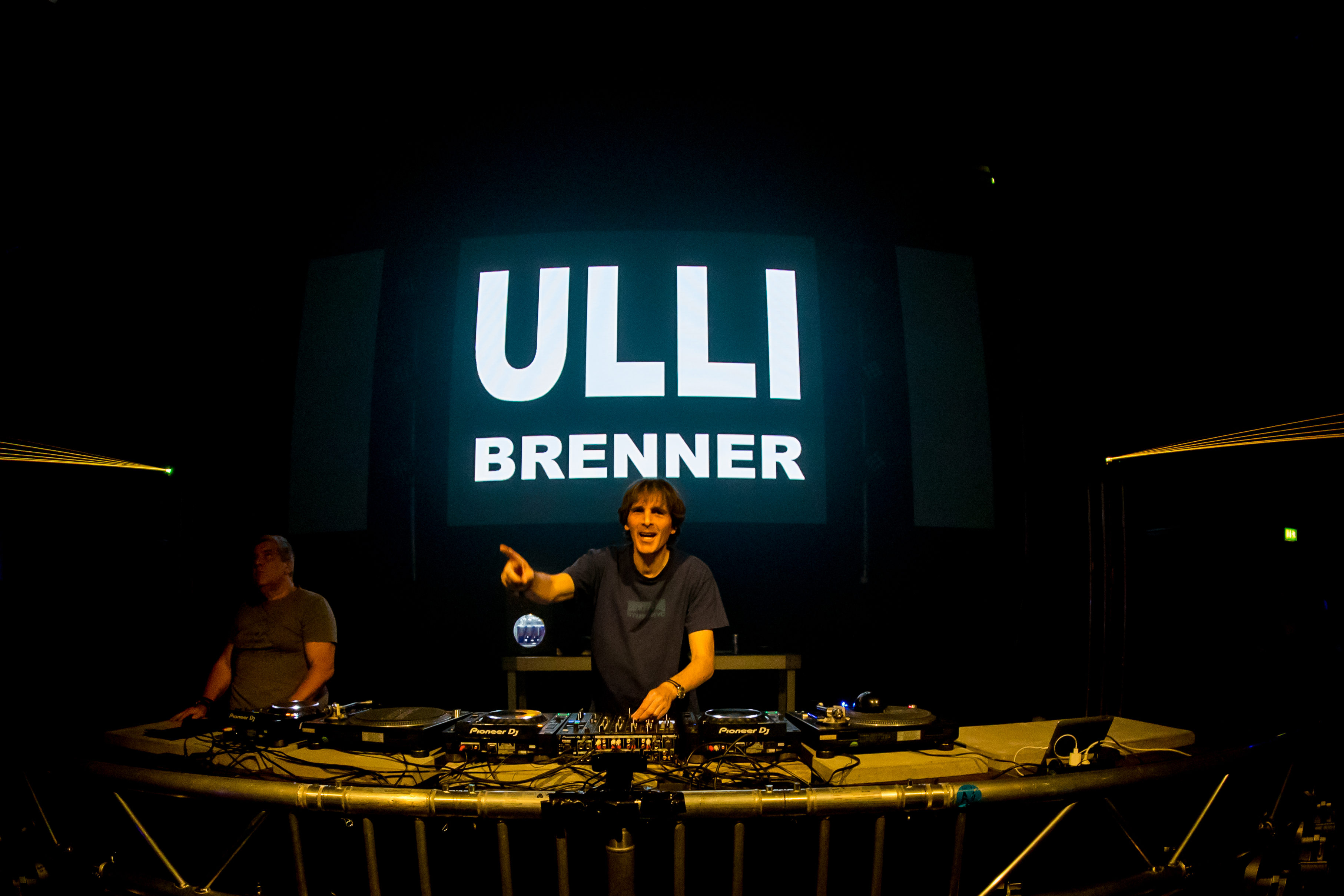
Ulli Brenner (* 1962)

- Brenner, Ulrich (* 1946), deutscher Journalist
- Brenner, Valerian (1652–1715), Baumeister des Vorarlberger Barocks
- Brenner, Veronica (* 1974), kanadische Freestyle-Skisportlerin
- Brenner, Walter (* 1958), Schweizer Wirtschaftsinformatiker
- Brenner, Walter Gustav (1899–1973), deutscher Ingenieur für Landmaschinentechnik
- Brenner, Werner (* 1951), österreichischer Politiker (SPÖ), Landtagsabgeordneter
- Brenner, Wilhelm (1929–2011), deutscher Wasserbauingenieur
- Brenner, Willus (1902–1984), deutscher Maler
- Brenner, Wolfgang (* 1954), deutscher Journalist und Schriftsteller
- Brenner, Wolfgang (* 1956), deutscher Maler
- Brenner-Felsach, Adolph von (1814–1883), österreichischer Diplomat und Politiker, Landtagsabgeordneter
- Brenner-Felsach, Joachim von (1859–1927), österreichischer Weltreisender und Fotograf
- Brenner-Kron, Emma (1823–1875), Schweizer Schriftstellerin und Mundartdichterin
- Brenner-Wonschick, Hannelore (* 1951), deutsche Autorin
- Brennert, Alan (* 1954), US-amerikanischer Schriftsteller, Fernsehproduzent und Drehbuchautor
- Brennert, Hans (1870–1942), deutscher Schriftsteller, Bühnen- und Drehbuchautor
- Brenneysen, Enno Rudolph (1669–1734), Kanzler Ostfrieslands

#### Brennf
- Brennfleck, Manfred (* 1949), deutscher Unternehmer, Gründer der Libertas Hotelgesellschaft und Berater

#### Brennh
- Brennholt, Stefanie, deutsche Grundschulpädagogin, Autorin und Referentin in der Lehrerfortbildung

#### Brenni
- Brenni, Franco (1897–1963), Schweizer Diplomat
- Brennicke, Axel (1953–2017), deutscher Biologe, Hochschullehrer und Autor
- Brennicke, Helmut (1918–2005), deutscher Schauspieler, Regisseur, Hörspielsprecher, Schauspiellehrer und Autor
- Brennicke, Michael (1949–2019), deutscher Schauspieler, Synchronsprecher, Synchronregisseur und Dialogbuchautor
- Brennicke, Nadeshda (* 1973), deutsche SchauspielerinNadeshda Brennicke (* 1973)

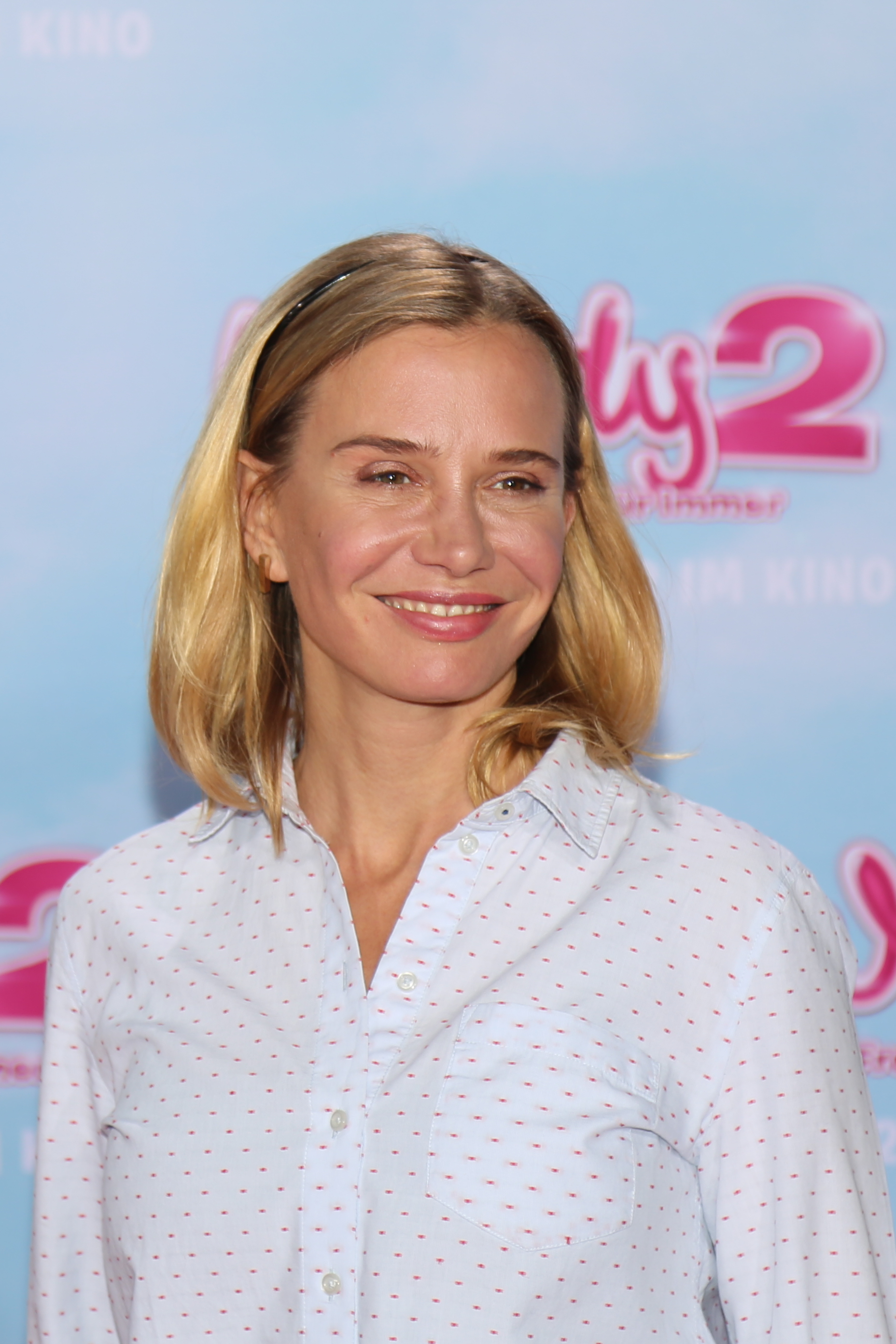
Nadeshda Brennicke (* 1973)

- Brennicke, Thomas (1946–2007), deutscher Rundfunkmoderator
- Brennig, Richard (1897–1978), deutscher Politiker (KPD)
- Brenning, Emil (1837–1915), deutscher Gymnasiallehrer, Philologe und Literaturhistoriker
- Brenninger, Dieter (* 1944), deutscher Fußballspieler
- Brenninger, Georg (1909–1988), deutscher Bildhauer, Architekt und Hochschullehrer
- Brenninger, Georg (1946–2021), deutscher Theologe, Kirchenhistoriker und Sachbuchautor
- Brenninkmeijer, Albert (* 1974), deutsch-niederländischer Manager
- Brenninkmeijer, August Paul (1925–2011), niederländisch-deutscher Unternehmer und Mäzen
- Brenninkmeijer, Johannes Ludgerus Bonaventure (1930–2003), niederländischer Ordensgeistlicher und römisch-katholischer Bischof
- Brenninkmeijer, Stephan (* 1964), niederländischer Filmregisseur, Filmeditor, Drehbuchautor und Filmproduzent
- Brenninkmeyer, Hendrike (* 1973), niederländische Journalistin und Fernsehmoderatorin
- Brenninkmeyer, Philippe (* 1964), niederländischer Schauspieler

#### Brenns
- Brennscheidt, Heinz-Olof (1934–2020), deutscher Unternehmer und Mäzen
- Brennsteiner, Anton (1930–2014), österreichischer Lehrer und Politiker (SPÖ), Abgeordneter zum Nationalrat
- Brennsteiner, Stefan (* 1991), österreichischer Skirennläufer

#### Brennu
- Brennus (4. Jahrhundert v. Chr.), gallischer HeerführerBrennus

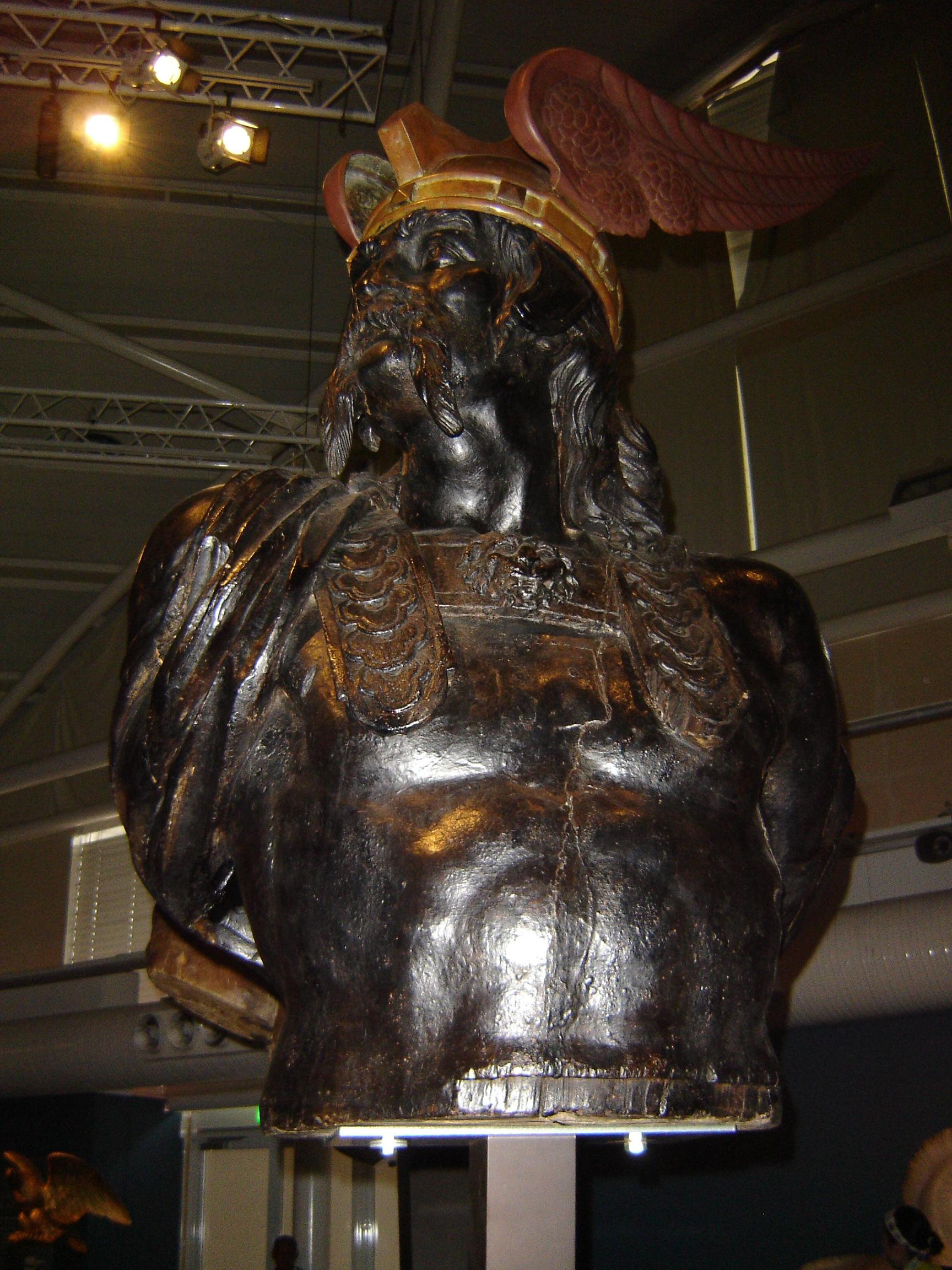
Brennus

- Brennus (3. Jahrhundert v. Chr.), gallischer Heerführer

#### Brennw
- Brennwald, Heinrich (1478–1551), Zürcher Kleriker
- Brennwald, Jakob (1825–1887), Schweizer Unternehmer und Politiker
- Brennwald, Reto (* 1963), Schweizer Fernsehmoderator
- Brennwald, Roger (* 1946), Schweizer Tennisfunktionär und Turnierdirektor

### Breno
- Breno (* 1989), brasilianischer Fußballspieler
- Breno, Pierre (* 1943), deutscher Einzelhandelskaufmann
- Brenon, Herbert (1880–1958), US-amerikanischer Regisseur, Drehbuchautor und Schauspieler irischer Herkunft

### Brens
- Brens, Bienvenido (1925–2007), dominikanischer Musiker und Komponist
- Brenscheidt, Wolfgang (* 1964), deutscher Basketballspieler und -funktionär
- Brensing, Karsten (* 1967), deutscher Meeresbiologe, Verhaltensforscher und Autor
- Brensing, Peer (* 1946), deutscher Schauspieler bei Bühne und Fernsehen
- Brenston, Jackie (1927–1979), US-amerikanischer R&B-Musiker

### Brent
- Brent, Allen (* 1940), britischer Patristiker
- Brent, Charles Henry (1862–1929), US-amerikanischer anglikanischer Bischof
- Brent, Eden (* 1965), US-amerikanische Pianistin, Songwriterin und Sängerin
- Brent, Eve (1929–2011), US-amerikanische Schauspielerin
- Brent, Evelyn (1899–1975), US-amerikanische Schauspielerin
- Brent, George (1904–1979), irisch-amerikanischer Filmschauspieler
- Brent, Laura (* 1988), australische SchauspielerinLaura Brent (* 1988)

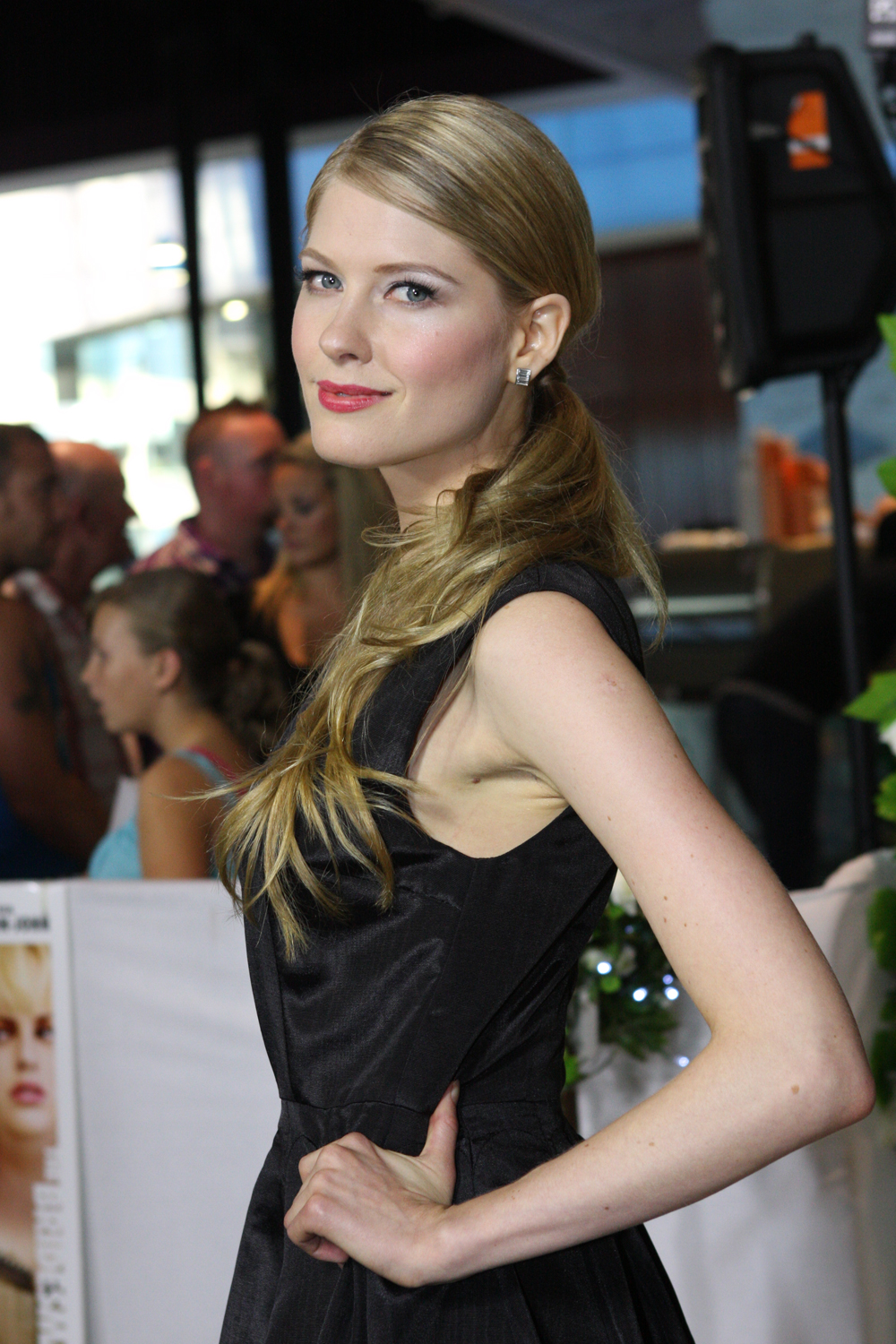
Laura Brent (* 1988)

- Brent, Leslie Baruch (1925–2019), deutsch-britischer Immunologe und Zoologe
- Brent, Margaret, englische Siedlerin in der Province of Maryland
- Brent, Richard (1757–1814), US-amerikanischer Politiker
- Brent, Richard P. (* 1946), australischer Mathematiker
- Brent, Robert (1764–1819), US-amerikanischer Politiker
- Brent, Tim (* 1984), kanadischer Eishockeyspieler
- Brent, William Leigh (1784–1848), US-amerikanischer Politiker
- Brenta, Eduardo (* 1959), uruguayischer Politiker
- Brenta, Mario (* 1942), italienischer Filmregisseur und Drehbuchautor
- Brentani, Luigi (1892–1962), Schweizer Jurist, Lehrer und Heimatforscher
- Brentano de La Roche, Sissi (1875–1956), deutsche Künstlerin und Keramikerin
- Brentano di Tremezzo, Otto von (1855–1927), deutscher Politiker (Zentrum), MdR, hessischer Justiz- und Innenminister
- Brentano, Antonie (1780–1869), möglicherweise Beethovens „unsterbliche Geliebte“
- Brentano, August (1828–1886), österreichisch-US-amerikanischer Buch- und Zeitungshändler in New York City
- Brentano, Bernard von (1901–1964), deutscher Schriftsteller und Journalist
- Brentano, Christian (1784–1851), deutscher Schriftsteller
- Brentano, Clemens (1778–1842), deutscher SchriftstellerClemens Brentano (1778–1842)

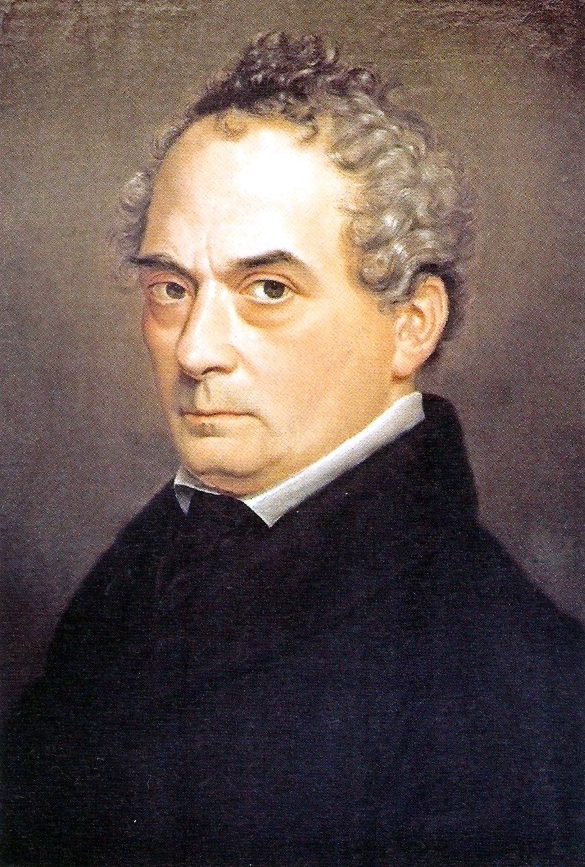
Clemens Brentano (1778–1842)

- Brentano, Clemens von (1886–1965), deutscher Diplomat, Botschafter in Italien
- Brentano, Dominikus von (1740–1797), Schweizer Publizist, Aufklärungstheologe und Bibelübersetzer
- Brentano, Emilie (1810–1882), deutsche Autorin und Herausgeberin
- Brentano, Franz (1838–1917), deutscher Philosoph und Psychologe
- Brentano, Franz (1840–1888), deutscher Genre- und Porträtmaler
- Brentano, Franz Dominicus (1765–1844), Frankfurter Kaufmann
- Brentano, Georg (1775–1851), Frankfurter Großkaufmann
- Brentano, Giuseppe (1862–1889), italienischer Architekt
- Brentano, Hanny (1872–1940), österreichische Publizistin und Zeitungsgründerin
- Brentano, Heinrich von (1904–1964), deutscher Politiker (CDU), MdL, MdB, Bundesminister, MdEPHeinrich von Brentano (1904–1964)

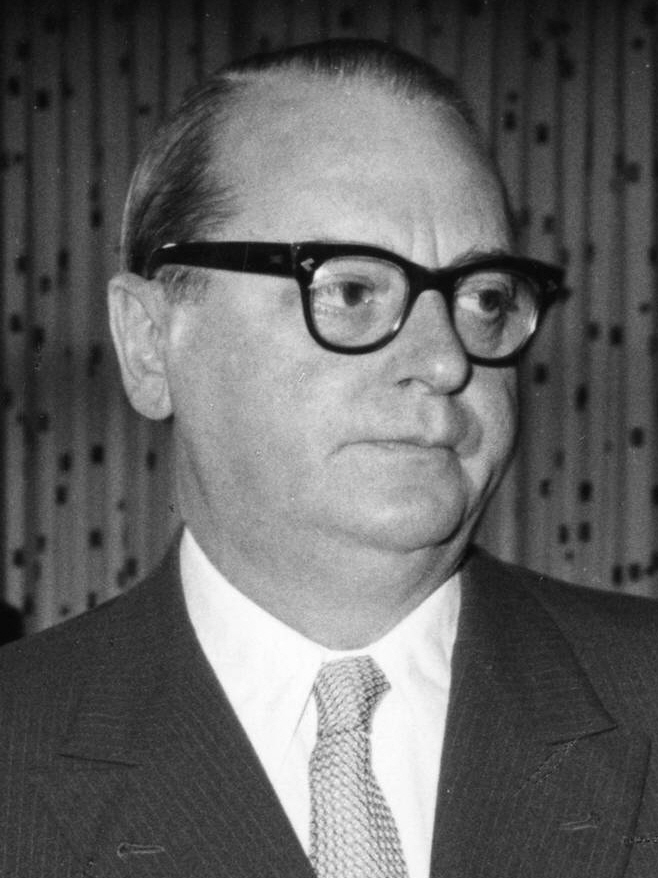
Heinrich von Brentano (1904–1964)

- Brentano, Johann Franz (1801–1841), deutscher Porträtmaler
- Brentano, Joseph Maria (1778–1851), Schweizer Politiker und Offizier
- Brentano, Karl (1863–1933), preußischer Generalmajor
- Brentano, Karl Friedrich (1822–1894), Schweizer Politiker
- Brentano, Lorenz (1813–1891), Jurist und badischer Politiker
- Brentano, Louis (1811–1895), Frankfurter Großkaufmann
- Brentano, Lujo (1844–1931), deutscher Nationalökonom und Sozialreformer
- Brentano, Margherita von (1922–1995), deutsche Philosophin
- Brentano, Peter Anton (1735–1797), deutscher Großkaufmann und Diplomat
- Brentano, Peter Anton von (1891–1956), deutscher Verwaltungsjurist und Bezirksamtmann in Berchtesgaden
- Brentano, Peter von (1935–2019), deutscher Physiker
- Brentano, Sophie (1776–1800), Schwester von Clemens BrentanoSophie Brentano (1776–1800)

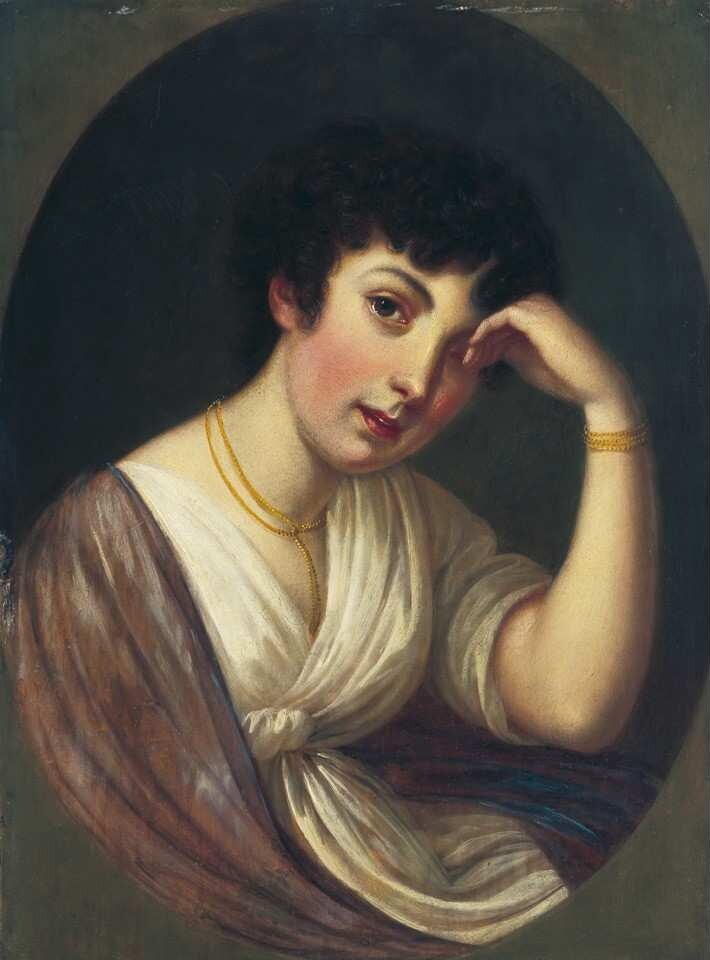
Sophie Brentano (1776–1800)

- Brentano-Bauck, Anna (* 1853), deutsche Schriftstellerin
- Brentano-Berna, Anton (1777–1832), deutscher Kaufmann und Abgeordneter
- Brentano-Cimaroli, Anton Joseph von (1741–1793), österreichischer Generalmajor, Ritter des Maria-Theresien-Ordens
- Brentano-Cimaroli, Carl Josef Maria (1705–1780), Unternehmer aus der weitverzweigten Familie Brentano
- Brentano-Cimaroli, Giovanni Batista (1670–1732), Unternehmer
- Brentano-Hommeyer, Karl von (1913–2005), deutscher Politiker (BP, FDP), MdL
- Brentano-Mezzegra, Carl August (1817–1896), deutscher Unternehmer
- Brentari, Diane (* 1965), amerikanische Linguistin
- Brentel, Anna Maria (1613–1633), deutsche Malerin, Zeichnerin und Radiererin
- Brentel, David († 1615), schwäbischer Maler, Zeichner und Kupferstecher
- Brentel, Elias (* 1567), Maler in Franken
- Brentel, Friedrich (1580–1651), deutscher Radierer, Zeichner und Miniaturmaler
- Brentel, Friedrich († 1636), ostfränkischer Maler
- Brentel, Georg der Ältere († 1610), deutscher Maler, Zeichner und Holzstecher
- Brentel, Georg der Jüngere (1581–1634), schwäbischer Maler, Zeichner und Verfasser von Schriften über Sonnenuhren und zur Instrumentenkunde, sowie Ratsmitglied und Bürgermeister in Lauingen
- Brentel, Gregor († 1567), deutscher Baumeister
- Brentel, Guglielmo L. (* 1955), Schweizer Hotelier
- Brentel, Hans (1532–1614), schwäbischer Kartenmaler
- Brentel, Hans der Jüngere (1578–1626), schwäbischer Kartenmaler und Spielmann
- Brentel, Hans Friedrich († 1634), fränkischer Maler und Münzenschneider
- Brentel, Hans Friedrich (1602–1636), deutscher Zeichner und Miniaturmaler
- Brentel, Helmut († 2024), deutscher Soziologe
- Brentel, Jannik (* 2002), deutscher Volleyballspieler
- Brenter, Engelbert (1897–1976), österreichischer Erfinder und Unternehmer
- Brenter, Erich (1941–2024), österreichischer Skibobfahrer und Unternehmer
- Brentführer, August (1879–1965), deutscher Telegraphenarbeiter und Politiker der SPD
- Brenthel, Franz (1891–1957), deutscher Hüttenkundler und Professor an der Bergakademie Freiberg
- Brentina, Trude (1899–1986), österreichische Schauspielerin
- Brentjens, Bart (* 1968), niederländischer Radsportler
- Brentjens, Renier, Onkologe niederländischer Herkunft
- Brentjes, Burchard (1929–2012), deutscher OrientarchäologeBurchard Brentjes (1929–2012)

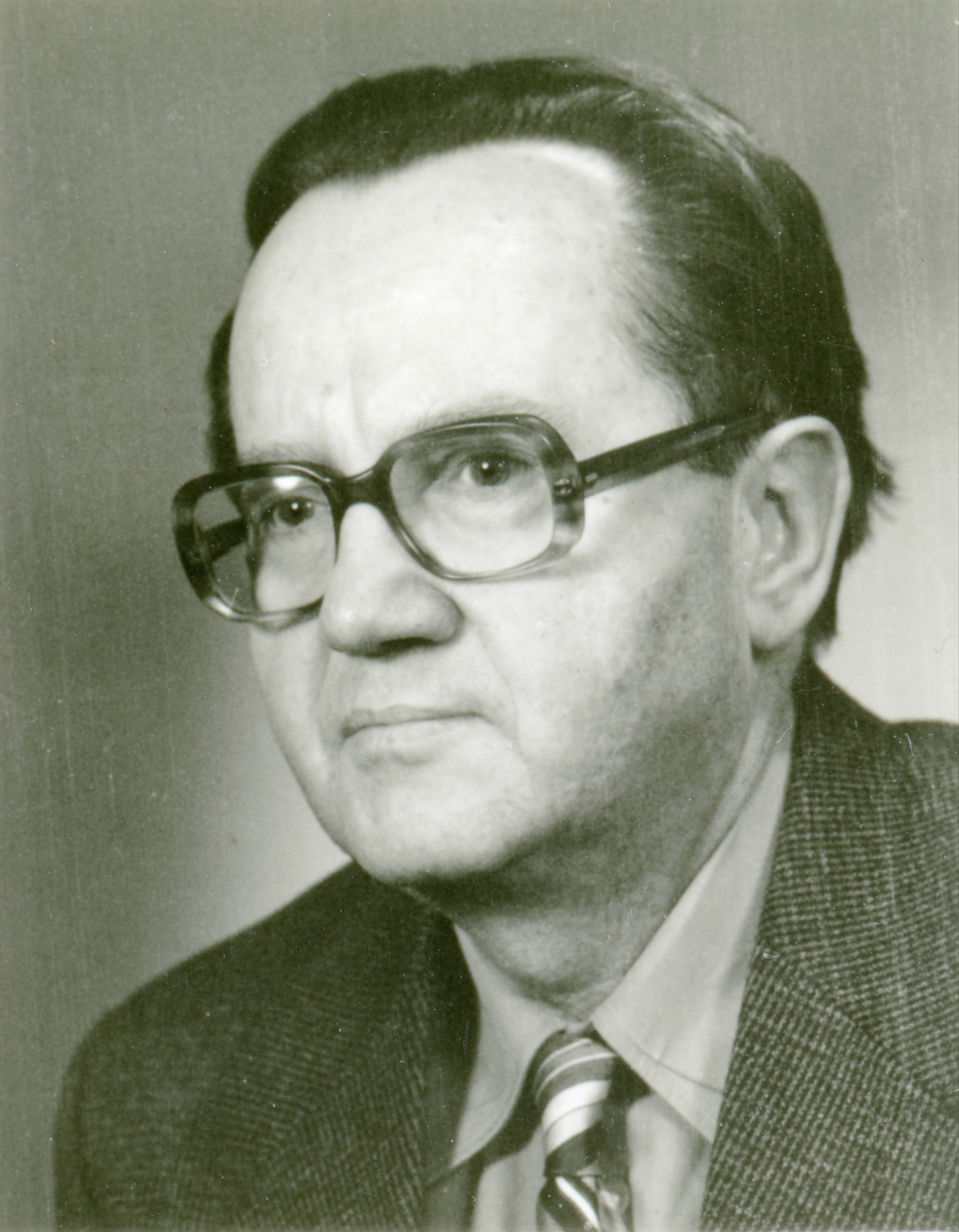
Burchard Brentjes (1929–2012)

- Brentjes, Sonja (* 1951), deutsche Mathematikhistorikerin
- Brentle, Stefan (* 1972), deutscher Schauspieler, Hörbuch-, Hörspiel- und Synchronsprecher
- Brentner, Johann Joseph Ignaz (1689–1742), böhmischer Komponist des Spätbarock
- Brentnerová, Beatrice, tschechische Setdekorateurin und Art Director
- Brenton, Lucas (* 1991), australischer Künstler und Internetpersönlichkeit
- Brenton, Samuel (1810–1857), US-amerikanischer Politiker
- Brenton, Tony (* 1950), britischer Diplomat
- Brenton, Will (* 1962), englischer Fernsehproduzent, Drehbuchautor, Regisseur und Schauspieler
- Brenton, William († 1674), britischer Politiker
- Brentrup, Heinrich (1919–1992), deutscher Jurist und Landtagsdirektor
- Brents, Thomas Hurley (1840–1916), US-amerikanischer Politiker
- Brentzel, Marianne (* 1943), deutsche Schriftstellerin

### Breny
- Brény, Claude (* 1932), französischer Fußballspieler und -trainer
- Breny, Georges (1930–2005), Schweizer Politiker (NA)

### Brenz
- Brenz, Johannes (1499–1570), deutscher Reformator und protestantischer TheologeJohannes Brenz (1499–1570)

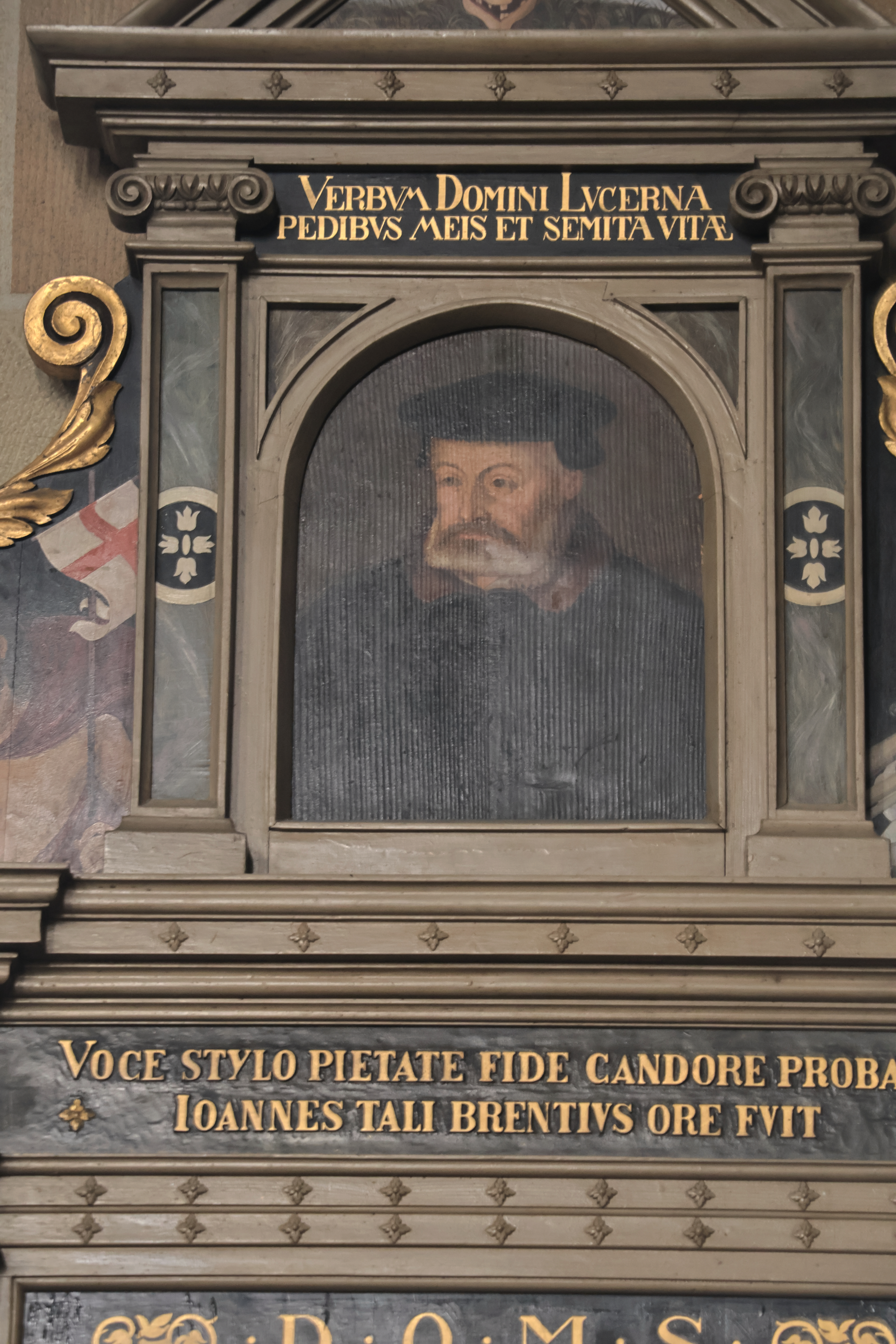
Johannes Brenz (1499–1570)

- Brenz, Johannes, der Jüngere (1539–1596), deutscher evangelischer Theologe
- Brenzan, Giorgia (* 1967), italienische Fußballspielerin
- Brenzel, Otto (1898–1945), deutscher Politiker (KPD), MdR und Widerstandskämpfer gegen den Nationalsozialismus
- Brenzikofer, Florence (* 1975), Schweizer Politikerin (Grüne)
- Brenzing, Callista (1896–1975), deutsche Zisterzienserin und Lehrerin
- Brenzinger, Erhard Joseph (1804–1871), deutscher Historien- und Porträtmaler, Zeichenlehrer und Museumsmann
- Brenzinger, Heinrich (1879–1960), deutscher Bauingenieur, Bauunternehmer, Kunstsammler und Mäzen
- Brenzinger, Johann Caspar († 1737), deutscher Maler
- Brenzke, Otto (1920–1962), deutscher Fußballspieler